# Якутия
Яку́тия, официально — Республика Саха́ (аббревиатура — РС(Я); якут. Саха Өрөспүүбүлүкэтэ, Саха Сирэ — «земля якутов», аббревиатура — СӨ) — субъект Российской Федерации, республика в её составе. Является крупнейшим по площади регионом страны, а также самой большой административно-территориальной единицей в мире. По размеру территории Якутия превосходит Аргентину — восьмое государство в мире по площади, а также почти вдвое (в 1,99 раза) превышает площадь Монголии. Население республики — 1 001 664 человека, что делает плотность населения в ней одной из самых низких в России (меньшую плотность имеют только Чукотский и Ненецкий автономные округа и Магаданская область). Является также одним из самых суровых мест в мире в климатическом отношении: здесь расположен полюс холода Северного полушария.
Входит в Дальневосточный федеральный округ, является частью Дальневосточного экономического района.
Республика образована 27 апреля 1922 года как Якутская АССР в составе РСФСР, хотя Якутский уезд, близкий по территории к современной Якутии, возник ещё в 1638 году. Столица республики — город Якутск.
27 сентября 1990 года Верховный Совет Якутской АССР объявил о преобразовании автономии в Якутскую-Саха Советскую Социалистическую Республику.
В 1991 году Якутская-Саха ССР получила своё современное название — Республика Саха (Якутия).
Якутия — регион с высоким уровнем природно-ресурсного экономического потенциала (25 % мировой добычи алмазов, при том что исследовано только 5 % территории); нефть, природный газ, уголь, золото и огромные лесные массивы). В то же время, уровень бедности населения остаётся высоким (доля проживающих за чертой бедности — 15,6 % на 2022 год).
Государственные языки — якутский и русский. В местах компактного проживания коренных малочисленных народов Севера, согласно Конституции республики, официальными являются языки этих народов.
Якутия — единственный субъект Российской Федерации, на территории которого применяется время трёх часовых поясов, разница с московским временем составляет +6, +7, +8 часов.

## Происхождение названия
Экзоним «якут» происходит от эвенкийского слова Yako (также yoqo, ñoqa или ñoka), которое эвенки использовали в качестве наименования якутов. Это слово было заимствовано русскими.
От этого же слова может происходить и якутское название республики — Саха.

## Физико-географическая характеристика

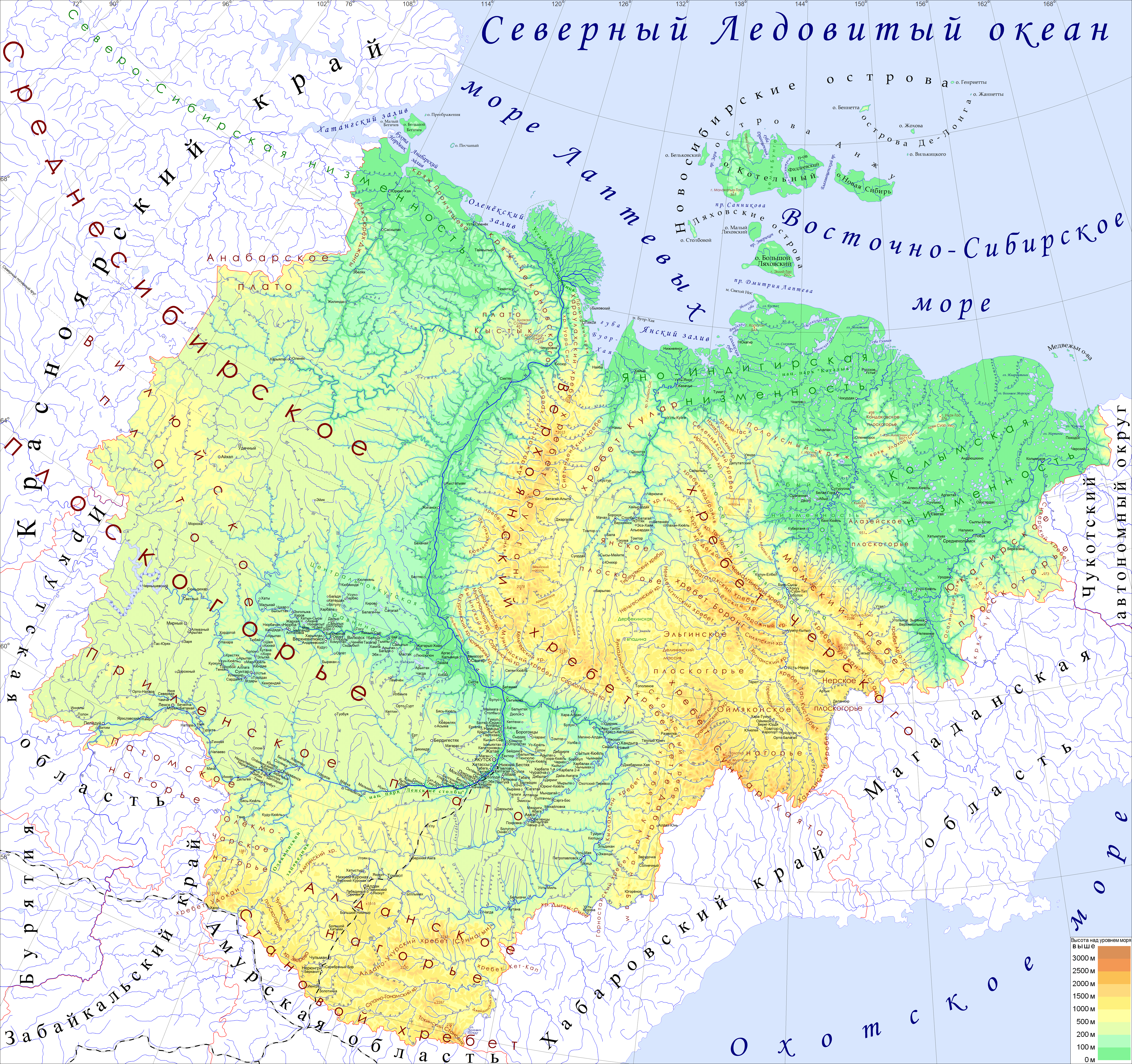
Физическая карта республики

### География
Общая площадь территории Якутии составляет 3103,2 тыс. км², что лишь чуть меньше площади всей европейской части России.
Якутия расположена в северо-западной части Дальнего Востока. Граничит на востоке с Чукотским автономным округом, Магаданской областью, на юго-востоке — с Хабаровским краем, на юге — с Амурской областью и Забайкальским краем, на юго-западе — с Иркутской областью, на западе — с Красноярским краем, на севере её естественные рубежи образуют моря Лаптевых и Восточно-Сибирское. Общая протяжённость морской береговой линии превышает 4,5 тыс. км.
Более 40 % территории Якутии находится за Северным полярным кругом. К территории Якутии относятся Новосибирские, Большой и Малый Бегичевы, Медвежьи острова.
Протяжённость республики с севера на юг — 2000 км, с запада на восток — 2500 км. Самая западная точка — на границе с Красноярским краем (106° в. д.), восточная — на границе с Чукотским автономным округом (163° в. д.) (или 57°, что делает Якутию самой протяжённой с запада на восток в мире административно-территориальной единицей), южная — на Становом хребте, на границе с Амурской областью (55°30' с. ш.), северная материковая — на мысе Нордвик (74° с. ш.) и северная островная — на острове Генриетты (77° с. ш.). Леса занимают 4/5 территории.

### Рельеф
Якутия характеризуется многообразием природных условий и ресурсов, что обусловлено физико-географическим положением её территории. Большую часть занимают горы и плоскогорья, на долю которых приходится более ⅔ её поверхности, и лишь ⅓ расположена на низменности. Самая высокая точка — гора Победа (3147 м, по другим данным 3003 м, находится на хребте Черского) или Мус-Хая (2959 м, по другим данным 3011 м, находится на хребте Сунтар-Хаята). В Якутии также расположен Верхоянский хребет.
Западную часть Якутии занимает одно из крупнейших плоскогорий — Среднесибирское.
Крупнейшие низменности: Центральноякутская, Колымская, восточная часть Северо-Сибирской низменности.

### Гидрография

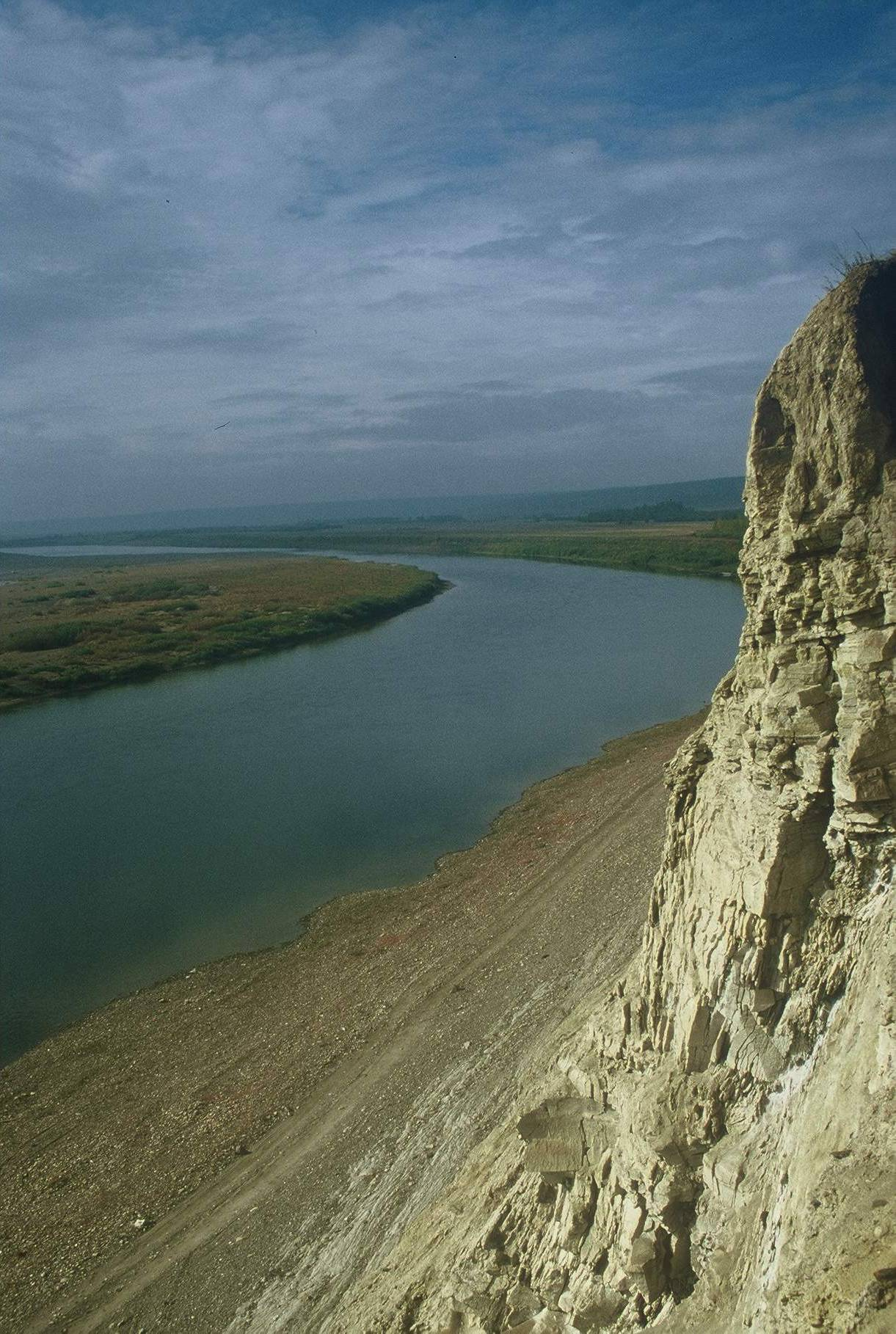
Река Амга

Якутия — один из наиболее речных (700 тыс. рек и речек) и озёрных (свыше 800 тыс.) регионов России. Общая протяжённость всех её рек составляет около 2 млн км, а их потенциальные гидроэнергоресурсы оцениваются почти в 700 млрд кВт·ч в год. Крупнейшие судоходные реки: Лена (длина — 4400 км), Вилюй (2650 км), Оленёк (2292 км), Алдан (2273 км), Колыма (2129 км), Индигирка (1726 км), Олёкма (1436 км), Анабар (939 км) и Яна (872 км).
На территории республики находятся крупные озёра — Бустах, Лабынкыр и др.

### Растительный и животный мир
Большая часть территории Саха (Якутии) расположена в зоне средней тайги, которая к северу сменяется зонами лесотундры и тундры. Почвы преимущественно мерзлотно-таёжные, дерново-лесные, аллювиально-луговые, горно-лесные и тундро-глеевые. Леса занимают около 4/5 территории. В долинах рек и на аласах распространены луга. На побережье и вершинах гор — кустарниковая травянистая растительность и лишайники. Площадь лесного фонда 255,631 млн га 2,55 млн км², площадь лесов 193,365 млн га. Общая площадь лесных фондов Якутии и Красноярского края составляет 423,73 млн га или 4,237 млн км².
Сохранились белый медведь, песец, соболь, заяц-беляк, горностай, лисица, ондатра, северный олень, колонок, американская норка и др. В бассейне Олёкмы встречается изюбрь, в горной тайге на юге и юго-востоке — кабарга; в горах Восточной Якутии — снежный баран. В тундре интродуцирован овцебык (на полуострове Терпяй-Тумус, в дельте Лены, на кряжах Прончищева и Чекановского, на острове Большой Бегичев в Хатангском заливе, и в низовьях Индигирки в районе посёлка Чокурдах). В морских, речных и озёрных водоёмах насчитывается около 50 видов рыб, преобладающими из которых являются лососёвые и сиговые.
Территория этого края также известна как место массового гнездования более 250 видов птиц. Среди них такие редкие, как розовая чайка, белый и чёрный журавли, кроншнеп-малютка и кречет, занесённые в Международную Красную книгу. На территории Якутии находятся национальные парки «Ленские столбы» и «Кыталык», а также Олёкминский и Усть-Ленский заповедники.

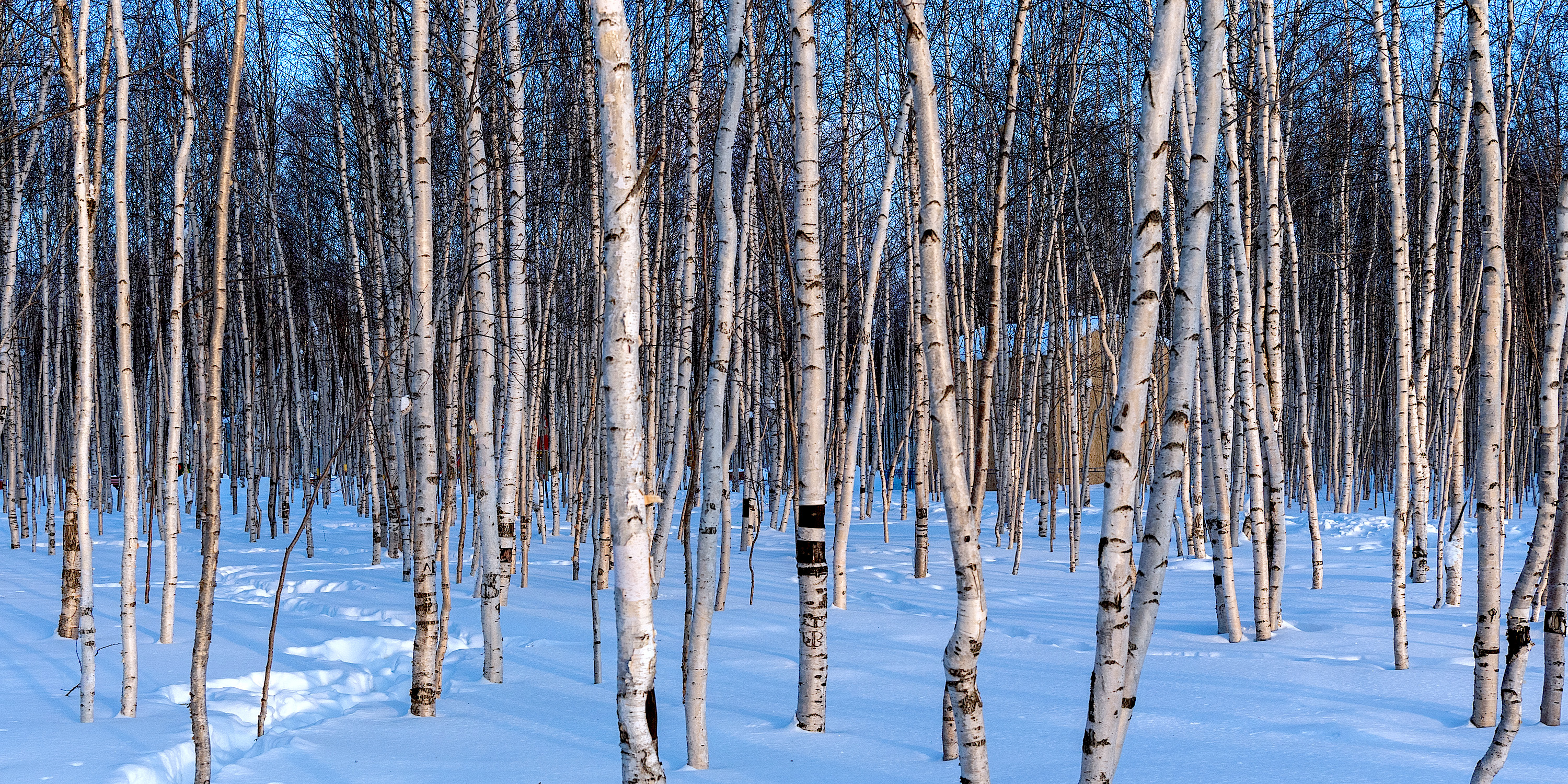
Берёзовый лес в Якутии
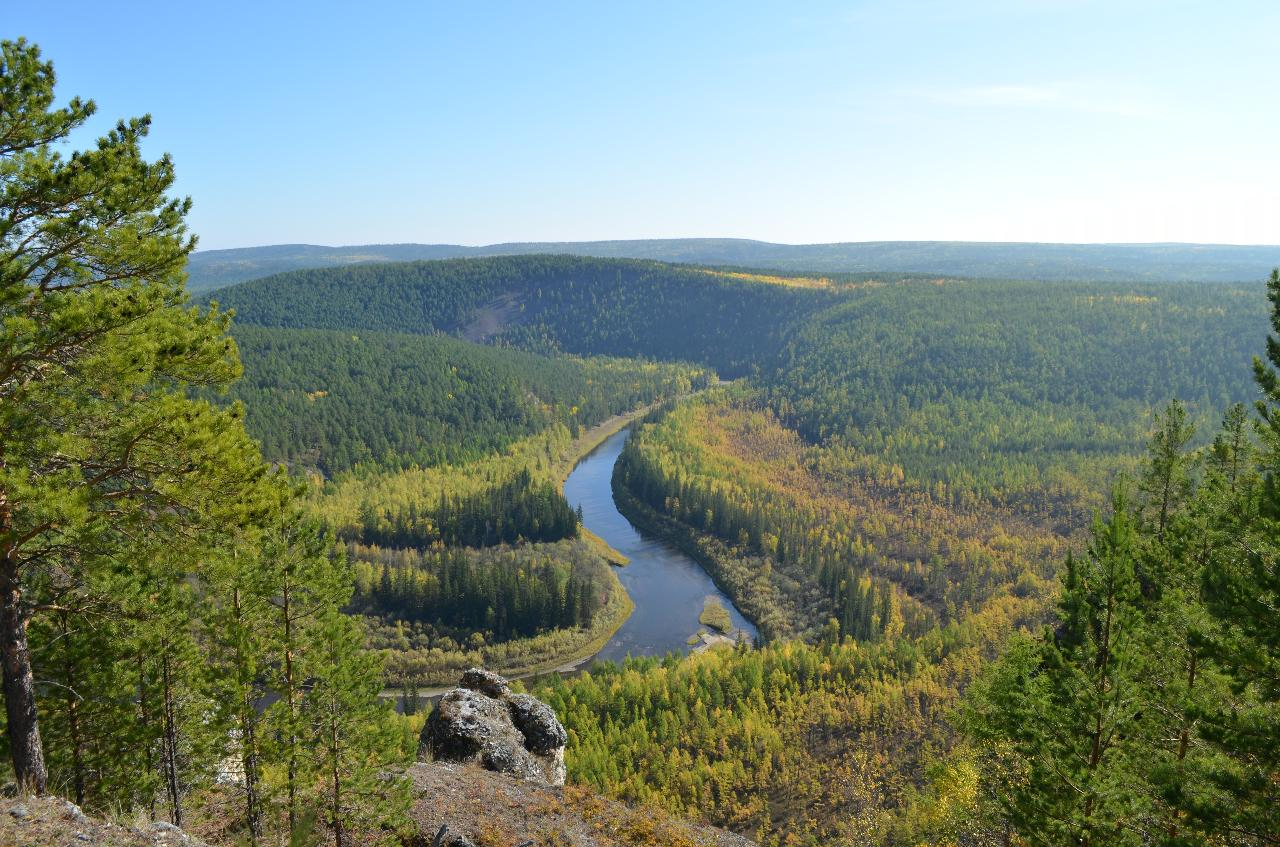
Река Лена
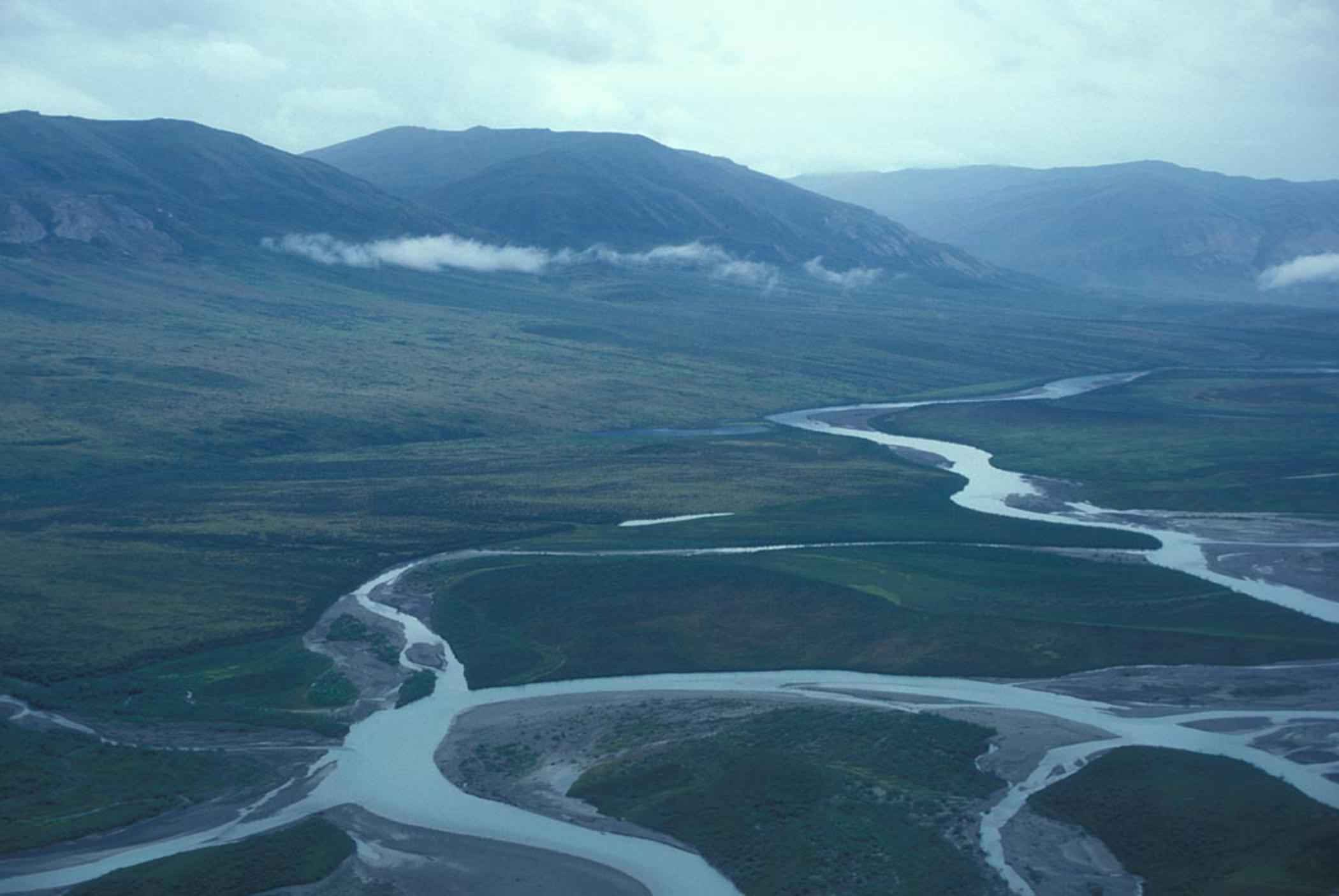
Якутская тундра
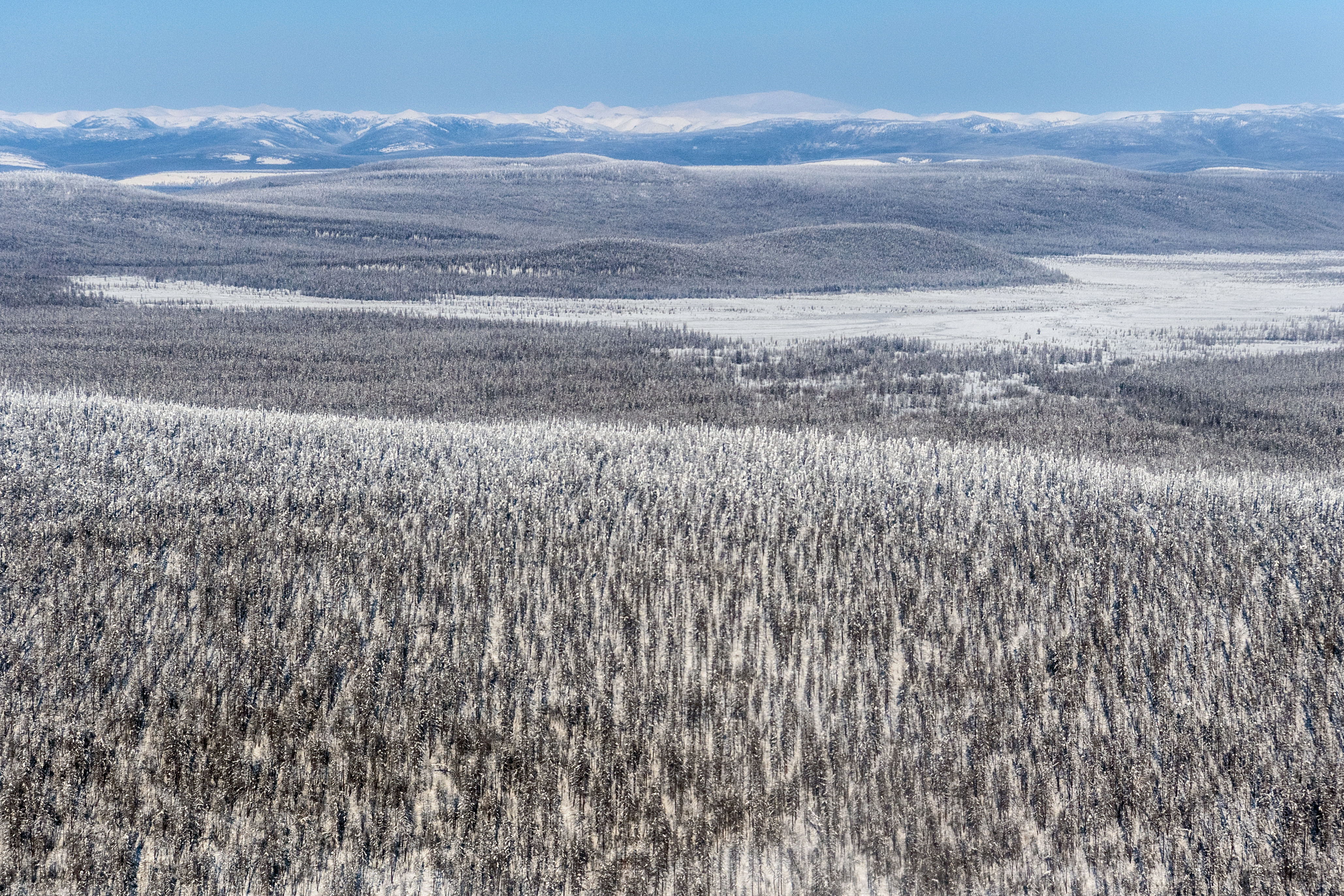
Якутия с воздуха зимой
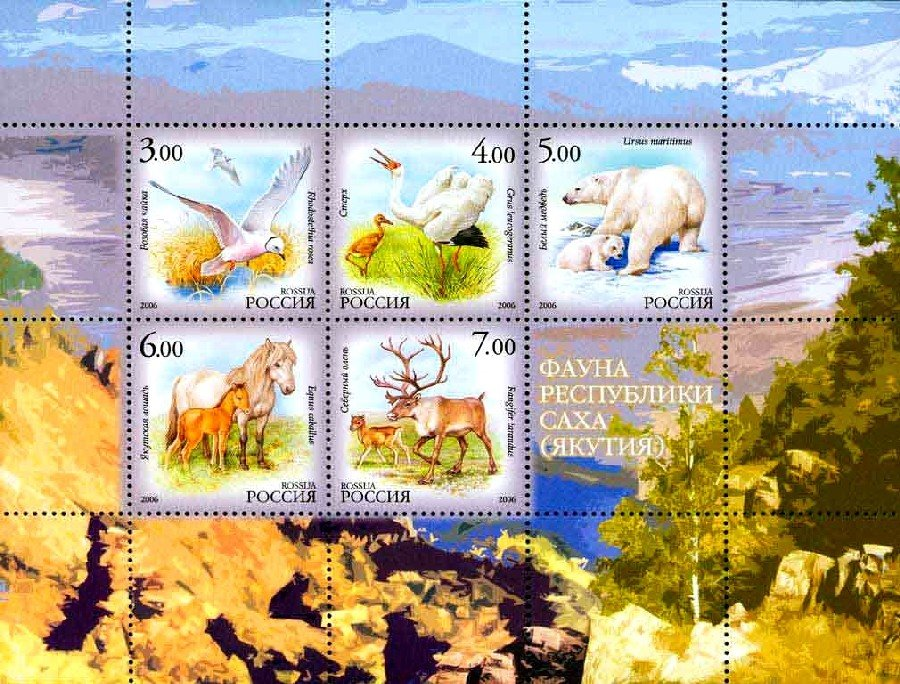
Животный мир Якутии: розовая чайка, стерх, белый медведь, домашняя лошадь, северный олень

### Климат
Климат резко континентальный, отличается продолжительным зимним и коротким летним периодами. Апрель и октябрь в Якутии — зимние месяцы. Разница температур самого холодного месяца (января) и самого тёплого (июля) составляет 70—75 градусов. По абсолютной величине минимальной температуры (в восточных горных системах — котловинах, впадинах и других понижениях — до −70 °C) и по суммарной продолжительности периода с отрицательной температурой (от 6,5 до 9 месяцев в год) республика не имеет аналогов в Северном полушарии. Абсолютный минимум температуры практически везде в республике ниже −50 °C.
В сводной таблице приведена средняя температура по населенным пунктам Якутии.
| Населённый пункт | Янв, °C | Фев, °C | Мар, °C | Апр, °C | Май, °C | Июн, °C | Июл, °C | Авг, °C | Сен, °C | Окт, °C | Ноя, °C | Дек, °C | Год, °C | Год, % | Год, кВтч/м² | Год, м/с |
| ---------------- | ------- | ------- | ------- | ------- | ------- | ------- | ------- | ------- | ------- | ------- | ------- | ------- | ------- | ------ | ------------ | -------- |
| Айхал            | −34,5   | −30,5   | −23,3   | −13,7   | −3,3    | 8,7     | 14,1    | 9,7     | 0,5     | −12,9   | −26,9   | −32,3   | −11,9   | 75,0   | 905,8        | 3,2      |
| Алдан            | −26,3   | −22,8   | −15,0   | −4,3    | 4,9     | 13,7    | 16,6    | 13,3    | 5,0     | −6,4    | −18,9   | −25,1   | −5,4    | 70,5   | 1095,8       | 1,9      |
| Аллах-Юнь        | −34,6   | −31,8   | −24,5   | −12,5   | −1,4    | 9,7     | 12,7    | 9,1     | 0,7     | −14,2   | −28,0   | −34,6   | −12,3   | 76,2   | 1051,9       | 3,4      |
| Алмазный         | −28,2   | −24,4   | −17,5   | −8,0    | 3,9     | 14,0    | 18,2    | 14,2    | 4,4     | −7,4    | −20,5   | −26,6   | −6,4    | 66,4   | 1048,3       | 3,2      |
| Амга             | −41,1   | −36,4   | −22,6   | −5,5    | 7,2     | 15,5    | 18,6    | 14,3    | 5,7     | −8,9    | −28,7   | −39,9   | −10,0   | 73,0   | 1110,4       | 1,8      |
| Артык            | −41,0   | −38,2   | −30,0   | −16,9   | −4,3    | 8,1     | 11,3    | 6,7     | −2,2    | −18,5   | −33,7   | −40,7   | −16,5   | 79,3   | 1000,8       | 3,5      |
| Бердигестях      | −28,9   | −25,2   | −18,7   | −7,9    | 4,5     | 15,0    | 18,9    | 14,8    | 4,8     | −7,9    | −21,3   | −28,2   | −6,6    | 67,8   | 1081,1       | 3,0      |
| Борогонцы        | −31,9   | −28,1   | −20,1   | −7,5    | 5,4     | 15,7    | 19,0    | 14,9    | 5,1     | −9,3    | −23,6   | −31,7   | −7,6    | 67,2   | 1081,1       | 2,8      |
| Верхоянск        | −47,0   | −42,7   | −29,8   | −12,9   | 2,8     | 13,0    | 15,2    | 10,8    | 2,3     | −14,9   | −36,7   | −43,6   | −15,1   | 70,5   | 938,7        | 1,7      |
| Вилюйск          | −36,8   | −30,1   | −19,0   | −6,1    | 5,5     | 15,1    | 18,8    | 14,2    | 5,6     | −7,8    | −25,9   | −34,3   | −8,3    | 66,7   | 1048,3       | 2,0      |
| Витим            | −28,8   | −23,6   | −14,0   | −2,6    | 6,6     | 14,9    | 18,3    | 15,0    | 6,4     | −3,5    | −17,1   | −26,5   | −4,5    | 73,0   | 1077,5       | 2,5      |
| Ленск            | −29,0   | −24,0   | −14,7   | −3,7    | 6,2     | 14,5    | 17,9    | 13,9    | 5,8     | −4,9    | −19,2   | −27,2   | −5,3    | 70,4   | 1073,8       | 2,7      |
| Майя             | −29,8   | −26,1   | −18,6   | −6,6    | 5,8     | 15,8    | 19,3    | 15,3    | 5,5     | −8,0    | −21,6   | −29,4   | −6,4    | 66,4   | 1095,8       | 2,8      |
| Мирный           | −28,6   | −24,8   | −17,7   | −8,3    | 3,5     | 13,7    | 17,9    | 14,0    | 4,2     | −7,6    | −20,8   | −27,0   | −6,7    | 67,3   | 1033,7       | 3,2      |
| Оймякон          | −47,0   | −42,9   | −32,4   | −14,4   | 1,9     | 11,6    | 13,8    | 10,1    | 1,7     | −16,1   | −37,2   | −45,6   | −16,2   | 70,8   | 1106,7       | 1,3      |
| Олёкминск        | −31,3   | −25,4   | −15,0   | −3,1    | 7,1     | 15,1    | 18,4    | 14,7    | 6,2     | −5,2    | −20,9   | −29,7   | −5,7    | 70,7   | 1088,4       | 2,4      |
| Остров Андреева  | −31,2   | −31,1   | −28,8   | −22,6   | −10,2   | −1,2    | 2,9     | 2,2     | −2,6    | −15,0   | −26,0   | −28,2   | −15,9   | 84,9   | 668,4        | 5,7      |
| Покровск         | −39,7   | −33,7   | −21,1   | −5,4    | 6,7     | 15,2    | 18,6    | 14,4    | 5,7     | −8,1    | −27,2   | −38,1   | −9,3    | 69,5   | 1092,1       | 2,4      |
| Сунтар           | −33,3   | −29,8   | −18,8   | −5,6    | 5,9     | 14,7    | 17,8    | 14,0    | 5,6     | −6,0    | −23,7   | −31,3   | −7,5    | 70,5   | 1062,1       | 2,7      |
| Тикси            | −31,1   | −29,2   | −26,4   | −18,9   | −6,4    | 3,1     | 7,6     | 7,4     | 1,5     | −11,0   | −23,8   | −28,2   | −12,9   | 81,7   | 785,3        | 4,8      |
| Томмот           | −32,3   | −27,7   | −19,3   | −8,2    | 2,6     | 12,8    | 15,8    | 12,3    | 3,3     | −10,0   | −24,0   | −31,2   | −8,7    | 72,7   | 1073,8       | 3,2      |
| Удачный          | −34,4   | −30,4   | −23,2   | −13,6   | −3,2    | 8,8     | 14,1    | 9,7     | 0,6     | −12,8   | −26,7   | −32,1   | −11,8   | 74,7   | 924,1        | 3,2      |
| Чульман          | −30,9   | −24,9   | −15,6   | −5,0    | 4,4     | 13,3    | 16,1    | 12,9    | 4,5     | −7,4    | −21,2   | −29,6   | −6,9    | 71,4   | 1117,7       | 2,7      |
| Якутск           | −40,9   | −35,9   | −21,6   | −6,1    | 6,7     | 15,4    | 18,7    | 14,9    | 5,7     | −8,5    | −29,2   | −38,8   | −9,8    | 68,9   | 1081,1       | 2,0      |

### Экология
Мониторинг состояния загрязнения атмосферного воздуха в городах и других населённых пунктах на территории Республики Саха (Якутия) проводится на регулярных государственных сетях наблюдений ФГУ «Якутское УГМС», которые включают 8 стационарных постов в 5 населенных пунктах РС (Я). В 2008 году было выполнено 43,6 тыс. наблюдений. Из анализа полученной информации следует, что в целом уровень загрязнения атмосферного воздуха в населенных пунктах Республики Саха (Якутия) остается высоким. В городах Мирный и Нерюнгри степень загрязнения атмосферы оценивается как очень высокая, в Якутске — высокая, в посёлке Усть-Нера — повышенная, и только в поселке Серебряный Бор — низкая. Качество воздуха определяют высокие концентрации взвешенных веществ, диоксида азота, бенз(а)пирена, а также специфических примесей: формальдегида, фенола и сероводорода.
Российские ученые разработали проект специального криохранилища для 1 миллиона семян в Якутии в целях сохранения образцов культурных сельскохозяйственных растений. Разработана технология сохранения природного зимнего холода, которая позволит регулировать в хранилище необходимую температуру, а само помещение будет защищено от техногенных и природных катастроф.

### Часовые пояса
На территории Якутии применяется время трёх часовых поясов. Западная и центральная часть, крупные населённые пункты Якутск, Нерюнгри, Мирный, Хандыга находятся в часовой зоне МСК+6 (UTC+9). Верхоянский район, Оймяконский и Усть-Янский улусы (районы) — МСК+7 (UTC+10). Восточная часть, бассейны рек Индигирки и Колымы — Абыйский, Аллаиховский и Среднеколымский улусы (районы), Верхнеколымский, Момский и Нижнеколымский районы — МСК+8 (UTC+11). Связано это с большой протяжённостью территории Якутии по долготе — около 57°, учитывая, что 15° долготы соответствуют разнице местного солнечного времени 1 час.

## История

### Доисторический и дороссийский периоды
Археологами установлено, что древний человек заселил Якутию уже в раннем палеолите. К этому же времени относятся первые археологические памятники, датируемые в рамках от 300 тысяч до 10 тыс. лет назад. Наиболее известные и хорошо изученные из них это позднепалеолитические: стоянка Бунге-Толля 1885, Буор-Хая/Орто-Стан, Янская стоянка и стоянка Диринг-Юрях дирингской культуры, которая расположена в среднем течении реки Лены.
Эпоха мезолита представлена сумнагинской археологической культурой (10,5—6,2 тысячи лет до нашей эры). Обитатели Жоховской стоянки (остров Жохова в Восточно-Сибирском море, Новосибирские острова) жили 9 тыс. лет назад и занимались разведением ездовых собак.
Неолит делится на три этапа:
- Ранний — сыалахская культура (6,2—5,3 тысячи лет до нашей эры)
- Средний — белькачинская культура (5,3—4,5 тысячи лет до нашей эры)
- Поздний — ымыяхтахская культура (4,5—3,5 тысячи лет до нашей эры)

Начиная с середины I тысячелетия н. э. на территории Якутии появились предки эвенов и эвенков. К XIII в. тунгусские племена расселились на Средней Лене, Вилюе, Олёкме. Приход предков якутов в Ленский край заставил их отойти к западу и востоку от Лены.
Предполагается, что тюркоязычные племена переселялись на территорию современной Якутии несколькими волнами, последняя из которых приходится на XIV—XV века. Якуты как народность сформировались в бассейне Средней Лены. Здесь произошло окончательное формирование народа на основе смешения пришлых тюркоязычных племён с местными палеоазиатскими родами, а также с пришлыми монголоязычными хоринцами и тунгусами.
Распространение скотоводства внесло значительные изменения в хозяйственную жизнь региона. Предки якутов привнесли в регион ремесленное производство (кузнечное, ювелирное, гончарное и др.), строительство жилищ постоянного типа. Уже к началу XVII века якутские роды жили в бассейнах Индигирки и Яны, продвинув в арктические районы Якутии культуру разведения крупного рогатого скота и табунного коневодства.

### Якутия в составе Российского государства

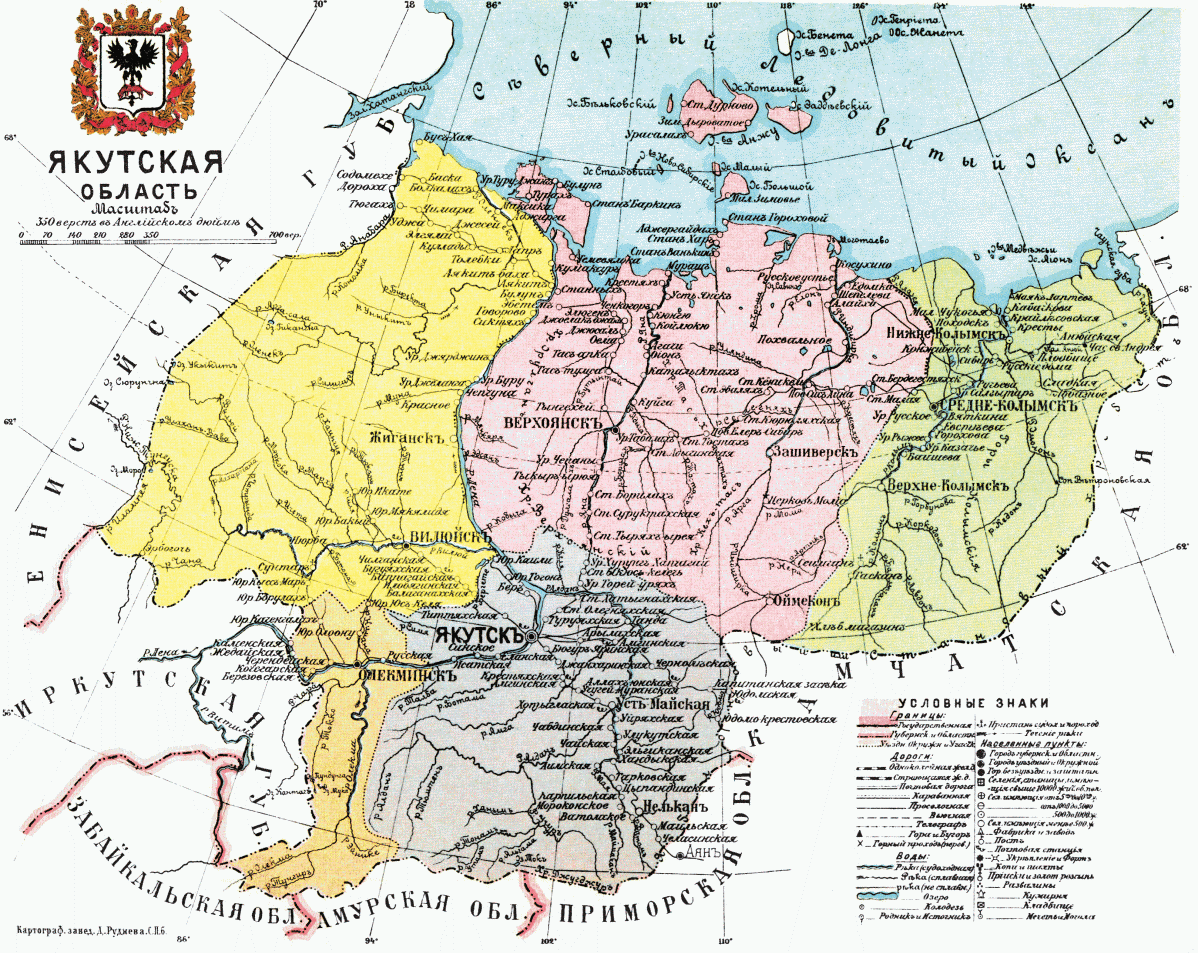
Карта Якутской области в начале XX века

В первой четверти XVII века казаки-землепроходцы достигли берегов реки Лены. Основанные русскими зимовья и остроги: Якутск, Жиганск, Верхоянск, Зашиверск, Среднеколымск и др. стали форпостами продвижения русских на северо-восток Азии и далее на северо-запад Америки.
В 1632 году на правом берегу Лены был заложен Якутский острог, положивший начало будущему городу Якутску. Острог заложил казачий сотник Пётр Бекетов. Эта дата считается датой вхождения Якутии в состав Российского государства. Но это вхождение не носило мирного характера и по данным самих русских источников, например: Якутская летопись и Вилюйская летопись, якуты поднимали по крайнем мере 7 восстаний 1633—1634 гг, 1636—1637 гг, 1639—1640 гг, 1642 г, 1675—1676 гг, 1681—1682 гг и 1683—1684 гг. которые были жестоко подавлены.
В 1638 году были образованы Ленский разряд и Якутский уезд, позднее преобразованный в Якутскую провинцию (1775 год) и Якутскую область (1784 год) Восточно-Сибирского генерал-губернаторства. В середине XVIII века из Иркутска в Якутск был проложен Якутский тракт. Со второй половины XIX века формируется пароходство на Лене.
В XVIII веке произошла массовая христианизация коренных жителей края. С деятельностью православного духовенства связаны развитие народного образования и просвещения народов Якутии, появление литературы на национальных языках, углубление процессов межэтнических взаимодействий.
Отдельной страницей в истории Якутии является ссылка. Ссылка началась ещё с 1640-х годов. Начиная с XIX века якутская ссылка по большей части становится политической. В ссылке в Якутии побывали декабристы, участники польского восстания 1863 года, народники, эсеры, социал-демократы.
Политссыльные поляки внесли большой вклад в исследование Якутии, её географии, этнографии и языкознания. Среди них Вацлав Серошевский, Эдуард Пекарский, Иван (Ян) Черский и Александр Чекановский.

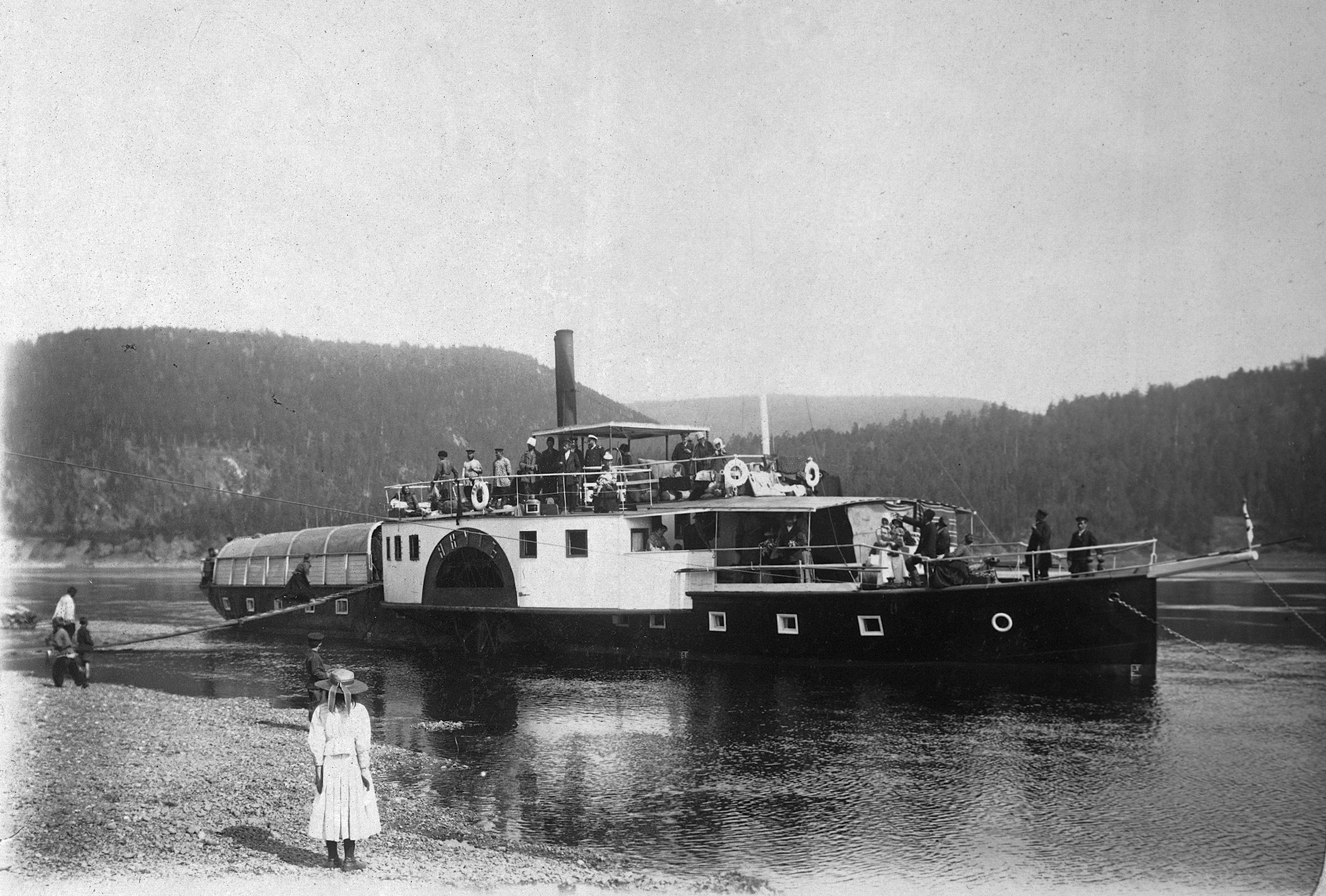
Пароход на Лене, конец XIX — начало XX века

К началу XX века Якутская область была одним из самых отсталых регионов в Российской империи.
В 1904 году в Якутске политссыльные социал-демократы (в том числе большевики) совершили вооруженный протест против местной администрации.
В 1906 году на волне революции, была создана первая политическая партия якутского народа — «Союза якутов», которую возглавил Василий Никифоров-Кюлюмнюр. Программа партии была направлена на защиту политических, экономических прав, развития культуры якутов в составе Российской империи. «Союз якутов» выдвинул ультиматум правительству о представительстве в Государственной Думе и Учредительном собрании, приостановлении уплаты всех податей, налогов и повинностей. Правительство расценило это движение как открытый бунт. 18 января губернатор Якутской области Виктор Булатов выдал распоряжение арестовать 10 руководителей «Союза якутов».
В результате Февральской революции 27 февраля 1917 года власть в Якутии переходит Якутскому Комитету общественной безопасности (ЯКОБ).
В июне 1917 года создан Якутский трудовой союз федералистов (ЯТСФ) под председательством Василия Никифорова-Кюлюмнюра. На выборах в Учредительное собрание в ноябре 1917 года ЯТСФ набрал наибольший процент голосов в Якутии.
В 1917 году якутская письменность обзавелась уникальным якутским алфавитом, составленным С. А. Новгородовым на основе международного фонетического алфавита. Летом того же года якутские национальные и общественные организации обсудили алфавит Новгородова и положительно отозвались о нём. Вскоре на этом алфавите вышел первый букварь.

### Якутия в годы Советской власти

#### Гражданская война в Якутии

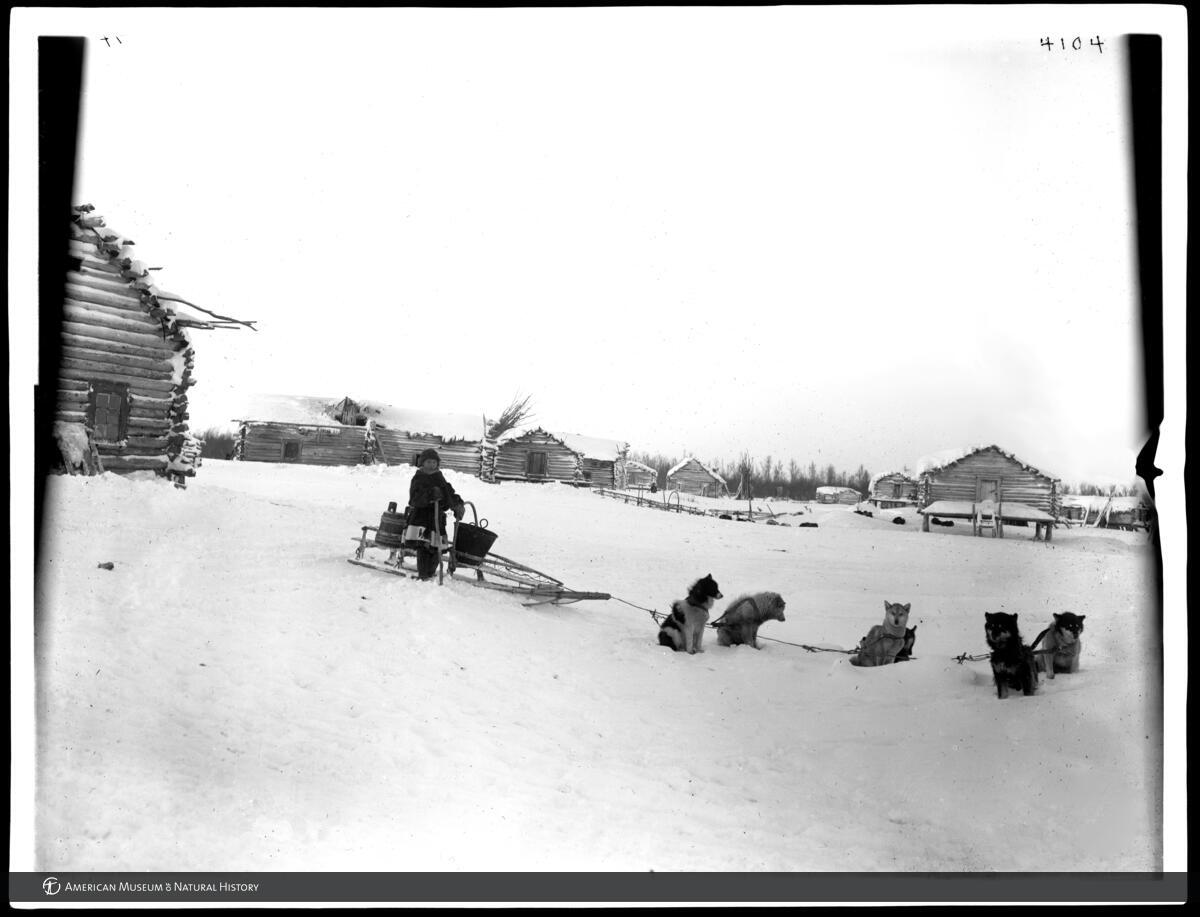
Якутский мальчик, везущий воду на собачьей упряжке, Маркова, Сибирь, 1901 г.

1 июля 1918 года Якутск был взят красными, на части территории Якутии была установлена советская власть. 21 августа белые вернули контроль над Якутией.
15 декабря 1919 года в ходе восстания в Якутске советская власть в Якутии была восстановлена.
20 апреля 1920 года по решению Сибирского революционного комитета (Сибревком) Якутская область была присоединена к Иркутской губернии на правах особого района. 21 августа 1920 года постановлением Сибревкома была создана Якутская губерния, восстановив административную самостоятельность. 19 марта 1921 года в состав Якутской губернии был передан Охотский уезд Камчатской области.
В результате разгрома Колчака в Сибири, в Якутию стали стекаться белые. В августе 1921 года в Якутии вспыхнул мятеж под командованием корнета Василия Коробейникова.
2 марта 1922 года мятежники образовали Временное Якутское областное народное управление (ВЯОНУ) в селе Чурапча.
27 апреля 1922 года была образована Якутская Автономная Социалистическая Советская Республика (ЯАССР) в составе РСФСР. Это политическое решение дало правовую и конституционную основу для формирования государственности в рамках создания нового государственного образования — автономной республики СССР.
21 июня 1922 года В ходе Никольского боя Якутская Народная армия была разгромлена красными. В ходе дальнейшего наступления Красной армии, мятежники вместе с руководством ВЯОНУ сбежали в сторону побережья Охотского моря.
Осенью 1922 года на помощь якутским повстанцам в Нелькан прибыла Сибирская добровольческая дружина Анатолия Пепеляева. Объединённые войска под командованием Пепеляева двинулись на Якутск.
14 февраля 1923 года продвижение пепелявцев было задержано отрядом Ивана Строда в аласе Сасыл-Сысыы возле села Амга. Осада Сасыл-Сысыы стала последним крупным сражением Гражданской войны в России. 2 марта в результате сражений возле Амги, пепеляевцы были разгромлены и бежали в сторону побережья Охотского моря. Белые продолжали удерживать власть на севере Якутии до начала 1924 года.

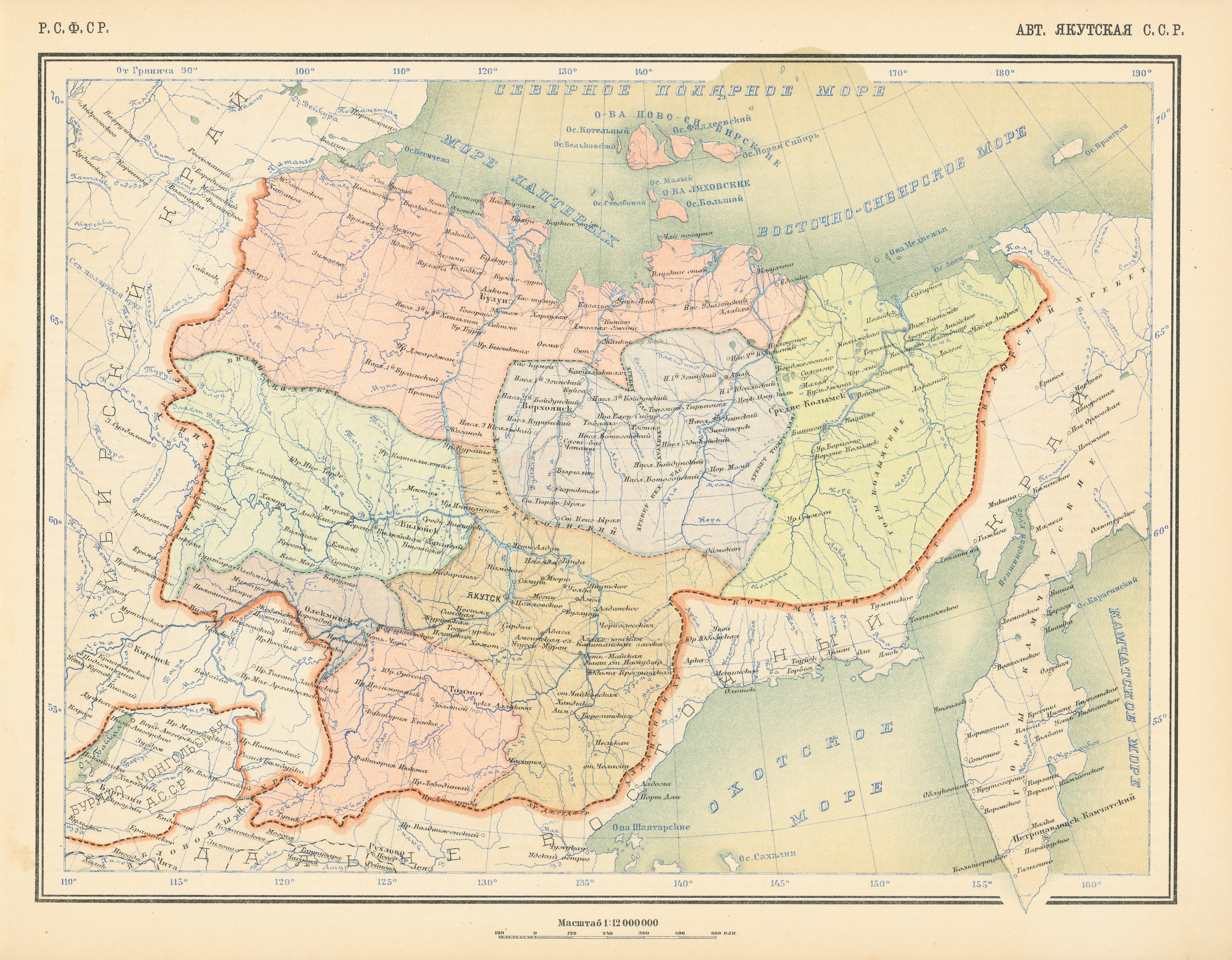
Карта Автономной Якутской ССР, 1928 г.

В 1920-е на обширной территории Якутии продолжали происходить восстания. В 1924 году вспыхнуло Тунгусское восстание. В 1927 году подняла мятеж Младо-якутская партия конфедералистов, в результате которого Максим Аммосов и Исидор Барахов были сняты с постов. В 1930 году вспыхнуло Булунское восстание.

#### Якутия во время СССР (Якутская АССР)

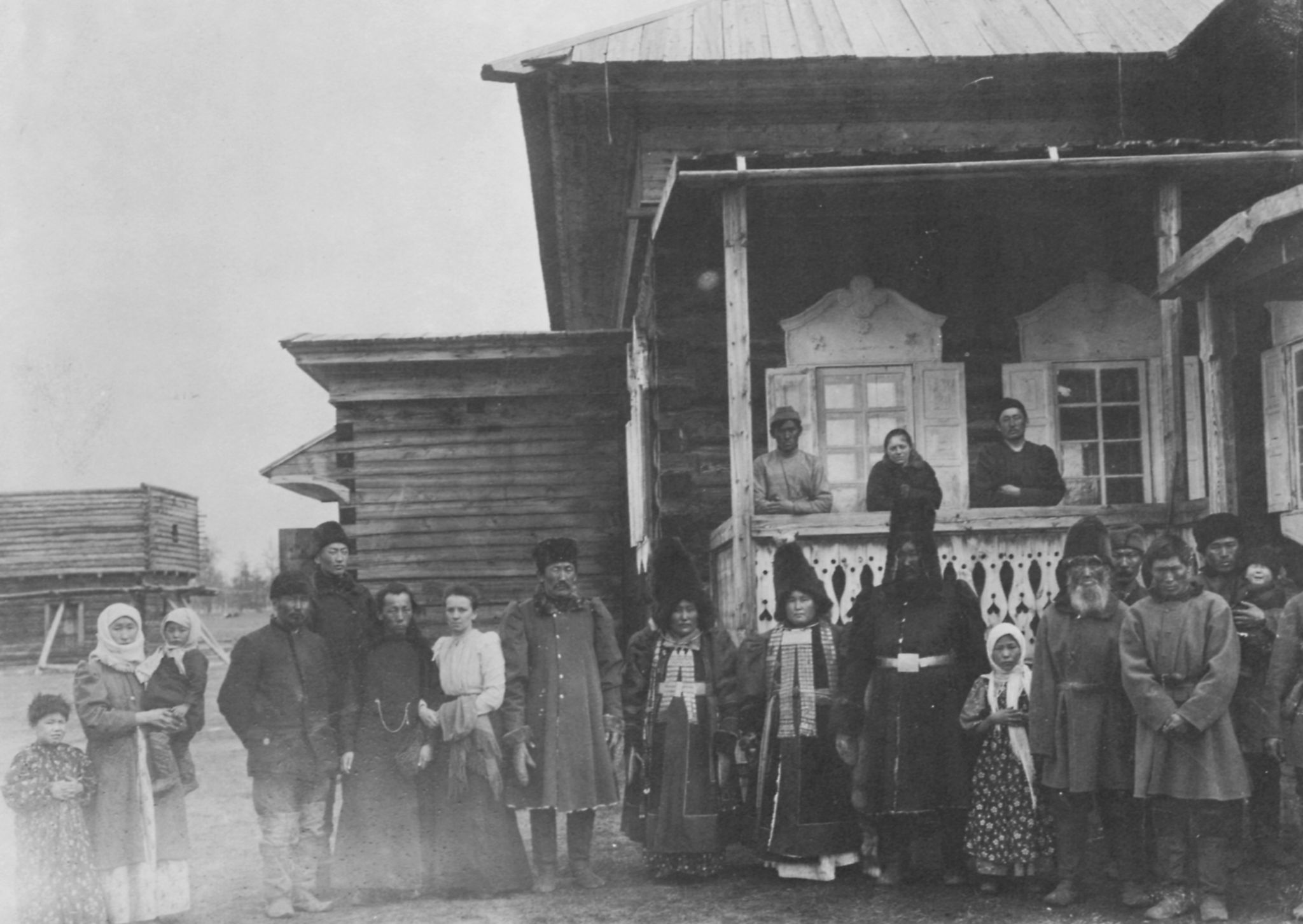
Старый снимок якутов и их дома

Площадь Орджоникидзе в Якутске, 1980-е гг.

Советский период истории Якутии связан с культурным и индустриальным развитием, а также широкомасштабным промышленным освоением её природных богатств, начало которому положила разработка в 1920-е годы золотоносных алданских месторождений.
1930-е годы началась эксплуатация Северного морского пути, в устье реки Лена был построен морской порт Тикси; судоходные и воздушные трассы вывели из транспортной изоляции ранее труднодоступные районы республики.
Велось также культурное и просветительское строительство — развитие национальной якутской литературы, культуры, а также культур других народов, населяющих республику: русских, эвенков, эвенов, юкагиров и др. В 1929 году алфавит Новгородова сменил общетюркский алфавит на основе латиницы, а в 1939 году якутская письменность перешла на кириллицу. В 1934 году был открыт Якутский государственный педагогический институт, в 1956 году на его базе был открыт Якутский государственный университет.
Якутская АССР стала единственным регионом СССР, избежавшим массовых репрессий 1937—1938 годов, однако в конце 1938 года всё же были арестованы около 1800 человек, большинство из которых позже были оправданы. Всего в 1938—1939 годах 18 человек умерли в Якутске во время следствия и судебного процесса, среди них — Платон Ойунский и Николай Окоёмов.
Великая Отечественная война имела большие последствия и для сельского хозяйства республики: в 1944 г. по сравнению с 1940 г. количество рабочих рук в колхозах сократилось на 41 %. Засуха 1941—1942 годов вызвала голод в Центральной Якутии. Резко возросла смертность от недоедания и болезней. В этих тяжёлых условиях часть колхозов Чурапчинского улуса, сильно пострадавшая от засухи, была переселена в Кобяйский, Жиганский и Булунский улусы и переведена на рыбную ловлю. Эта акция была проведена без должной подготовки, в спешке, что привело к значительным жертвам среди населения.
В 1950-е годы с открытием алмазоносных месторождений на западе республики начала создаваться мощная алмазодобывающая промышленная инфраструктура. В 1957 году было принято решение начать горно-эксплуатационные работы на россыпных и рудных месторождениях Якутии, в связи с чем основан трест «Якуталмаз». В 1970-е годы шло развитие Южно-Якутского территориально-производственного комплекса (см. Южно-Якутский угольный бассейн). Также в послевоенные годы развивались золотодобыча в Усть-Майском и Оймяконском районах, а также добыча олова в Депутатском, угля в Томпонском, Верхнеколымском и Кобяйском районах. Разрабатывались Лено-Вилюйская газонефтеносная провинция, росла добыча природного газа, шла газификация республики. В 1967 году введён первый гидроагрегат Вилюйской ГЭС, строительство каскада ВГЭС завершилось в 1978 году. К началу 1980-х годов Якутская АССР считалась индустриально-аграрной республикой с высокими перспективами дальнейшего развития промышленности.
В 1985 году началось строительство Амуро-Якутской железнодорожной магистрали.

### Республика Саха (Якутия)

Улица Дзержинского в Якутске в 1975 году

Новый этап в истории Якутии начался 27 сентября 1990 года, когда была провозглашена Декларация о государственном суверенитете. В этот день Верховный Совет Якутской АССР объявил о преобразовании автономии в Якутскую-Саха Советскую Социалистическую Республику в составе РСФСР и СССР.
В 1990-е экономика РС(Я) оказалась в тяжёлом упадке. В тяжёлом положении оказалось сельское хозяйство: с 1990 по 2010 год количество посевных площадей упало более чем в два раза, усилилась иммиграция из сельских районов в Якутск. В отдельных малых городах и поселках при закрывшихся добывающих предприятиях ситуация была сверхпроблемной, вплоть до отсутствия тепла и света. В наилучшем положении оказалась алмазодобывающая промышленность, поддерживаемая как региональным, так и федеральным правительством. Деградация индустриальной сферы способствовала сокращению населения республики (в основном некоренного). За 1990—2002 гг. чистая убыль составила около 20 % населения, в то же время темпы рождаемости в республике оставались одними из самых высоких по стране. Значительно сократилась численность второго по величине города республики Нерюнгри (угольная промышленность), население Мирного (алмазодобывающая промышленность) остаётся на прежнем уровне. Темпы прироста населения Якутска остаются одними из самых высоких в Сибири и на Дальнем Востоке, с 1990 по 2023 год население столицы республики увеличилось почти в два раза.
В октябре 1991 года был учреждён пост президента республики. Первым президентом в декабре 1991 года стал Михаил Ефимович Николаев. В том же году было изменено название республики на «Республика Саха (Якутия)».
19 февраля 1992 года Указом Президента РФ была создана акционерная компания Алмазы РоссииСаха. В 1998 году компанию переименовали в АК Алроса.
27 апреля 1992 года в силу вступила Конституция Республики Саха (Якутия), принятая Верховным Советом республики 4 апреля. Ныне, 27 апреля отмечается как День Республики.
Весной 2001 года сильнейшее наводнение разрушило город Ленск и ряд сёл, под угрозой затопления оказался Якутск.
4 октября 2008 года запущен нефтепровод Восточная Сибирь — Тихий океан (ВСТО). В 2012 году запущен нефтепровод ВСТО-2.
В 2009 году по требованию Конституционного суда РФ положения о суверенитете Якутии большей частью были приостановлены в Конституции Республики Саха.
В 2011 году завершилось строительство Амуро-Якутской железнодорожной магистрали до Нижнего Бестяха.
В 2019 году со стороны Якутии в Китай был запущен газопровод «Сила Сибири».

## Население
Численность населения республики, по данным Росстата на 1 января 2023 года, составляет 1 006 561 чел. 24 июня 2023 года глава республики Айсен Николаев сообщил о рождении миллионного жителя: ребёнок родился накануне в семье Гаврила и Арины Онуфриевых из города Мирный. Плотность населения — 0,33 чел./км2 (2025) является одной из самых низких среди субъектов Российской Федерации. Городское население — 
66,41 % (2022).
Всё и городское население (его доля) по данным всесоюзных и всероссийских переписей:

### Языки
Согласно 46 статье Конституции Республики Саха (Якутия), государственными языками республики являются якутский и русский. Языки коренных малочисленных народов Севера являются официальными в местах компактного проживания этих народов.

### Национальный состав
Национальный состав, по результатам переписей населения 1926—2021 годов (тыс. чел.), среди указавших национальность:
| Национальность | 1926             | 1939             | 1959             | 1970             | 1979             | 1989             | 2002             | 2010             | 2021             |
| -------------- | ---------------- | ---------------- | ---------------- | ---------------- | ---------------- | ---------------- | ---------------- | ---------------- | ---------------- |
| Якуты          | 235 926 (82,6 %) | 233 273 (56,5 %) | 226 053 (46,4 %) | 285 749 (43,0 %) | 313 917 (36,9 %) | 365 236 (33,4 %) | 432 290 (45,5 %) | 466 492 (49,9 %) | 469 348 (55,3 %) |
| Русские        | 30 156 (10,6 %)  | 146 741 (35,5 %) | 215 328 (44,2 %) | 314 308 (47,3 %) | 429 588 (50,4 %) | 550 263 (50,3 %) | 390 671 (41,1 %) | 353 649 (37,8 %) | 276 986 (32,3 %) |
| Эвенки         | 13 145 (4,6 %)   | 10 432 (2,5 %)   | 9505 (2,0 %)     | 9097 (1,4 %)     | 11 584 (1,4 %)   | 14 428 (1,3 %)   | 18 232 (1,9 %)   | 21 008 (2,2 %)   | 24 334 (2,9 %)   |
| Эвены          | 738 (0,3 %)      | 3133 (0,8 %)     | 3537 (0,7 %)     | 6471 (1,0 %)     | 5763 (0,7 %)     | 8668 (0,8 %)     | 11 657 (1,2 %)   | 15 071 (1,6 %)   | 13 233 (1,6 %)   |
| Киргизы        | 6 (0,0 %)        | 19 (0,0 %)       | —                | 38 (0,0 %)       | 152 (0,0 %)      | 566 (0,05 %)     | 1 454 (0,15 %)   | 5 022 (0,5 %)    | 11 123 (1,3 %)   |
| Украинцы       | 138 (0,05 %)     | 4229 (1,0 %)     | 12 182 (2,5 %)   | 20 253 (3,0 %)   | 46 326 (5,4 %)   | 77 114 (7,0 %)   | 49 633 (4,65 %)  | 40 341 (4,2 %)   | 7 169 (0,8 %)    |
| Татары         | 1671 (0,6 %)     | 4420 (1,1 %)     | 5172 (1,1 %)     | 7678 (1,2 %)     | 10 976 (1,3 %)   | 17 478 (1,6 %)   | 10 768 (1,1 %)   | 8 122 (0,9 %)    | 4 262 (0,5 %)    |

Перечислены народы с долей когда-либо превышавшей 1 %.
| Муниципальный район и городской округ | якуты  | якуты  | якуты  | русские | русские | русские | эвенки | эвенки | эвенки | эвены | эвены | эвены | киргизы | киргизы | киргизы | украинцы | украинцы | украинцы | татары | татары | татары | буряты | буряты | буряты | долганы | долганы | долганы | юкагиры | юкагиры | юкагиры | чукчи | чукчи | чукчи |
| Муниципальный район и городской округ | 2002   | 2010   | 2021   | 2002    | 2010    | 2021    | 2002   | 2010   | 2021   | 2002  | 2010  | 2021  | 2002    | 2010    | 2021    | 2002     | 2010     | 2021     | 2002   | 2010   | 2021   | 2002   | 2010   | 2021   | 2002    | 2010    | 2021    | 2002    | 2010    | 2021    | 2002  | 2010  | 2021  |
| ------------------------------------- | ------ | ------ | ------ | ------- | ------- | ------- | ------ | ------ | ------ | ----- | ----- | ----- | ------- | ------- | ------- | -------- | -------- | -------- | ------ | ------ | ------ | ------ | ------ | ------ | ------- | ------- | ------- | ------- | ------- | ------- | ----- | ----- | ----- |
| Абыйский улус                         | 3842   | 3541   | 3077   | 515     | 386     | 249     | 58     | 53     | 26     | 221   | 348   | 358   | 3       | 9       | 9       | 55       | 23       | 8        | 3      | 1      | 1      | 16     | 13     | 14     | -       | 1       | 2       | 2       | 12      | 10      | -     | -     | -     |
| Алданский район                       | 1905   | 1576   | 1247   | 38868   | 33656   | 30652   | 2028   | 2073   | 2130   | 213   | 271   | 60    | 122     | 158     | 135     | 2712     | 1535     | 477      | 635    | 476    | 225    | 152    | 99     | 103    | 6       | 3       | 3       | 2       | 6       | 8       | 7     | 7     | 10    |
| Аллаиховский улус                     | 1365   | 1191   | 909    | 1 154   | 968     | 751     | 31     | 36     | -      | 565   | 612   | 508   | 3       | 3       | 1       | 77       | 51       | 24       | 9      | 11     | 6      | 30     | 28     | 21     | 3       | 4       | 1       | 79      | 78      | 85      | 28    | 17    | 28    |
| Амгинский улус                        | 15657  | 15772  | 15871  | 927     | 846     | 635     | 254    | 217    | 297    | 134   | 129   | 41    | 6       | 2       | 11      | 42       | 20       | 14       | 31     | 25     | 17     | 29     | 17     | 14     | 3       | 1       | 7       | 1       | -       | 1       | 3     | 1     | 4     |
| Анабарский улус                       | 1097   | 756    | 669    | 751     | 130     | 86      | 564    | 796    | 1074   | 266   | 225   | 22    | 2       | 9       | 5       | 186      | 33       | 16       | 24     | 5      | 5      | 20     | 6      | 9      | 988     | 1484    | 1542    | 7       | 10      | 16      | -     | -     | -     |
| Булунский улус                        | 2271   | 2 123  | 1883   | 3500    | 2 617   | 2205    | 2345   | 2259   | 2097   | 607   | 1272  | 1024  | 5       | 24      | 66      | 663      | 331      | 93       | 50     | 44     | 24     | 52     | 50     | 23     | 5       | 7       | 13      | -       | -       | 3       | -     | 36    | -     |
| Верхневилюйский                       | 20855  | 21 128 | 20772  | 223     | 172     | 63      | 112    | 210    | 99     | 54    | 34    | 29    | 3       | 1       | 2       | 9        | 8        | -        | 10     | 5      | 2      | 8      | 2      | 6      | 12      | 16      | 6       | 4       | 4       | -       | 2     | -     | 4     |
| Верхнеколымский                       | 1463   | 1350   | 1076   | 2999    | 2345    | 1687    | 7      | 4      | 1      | 269   | 289   | 322   | -       | 1       | 4       | 318      | 177      | 78       | 67     | 43     | 18     | 15     | 11     | 21     | 1       | 2       | 2       | 304     | 304     | 308     | -     | -     | 4     |
| Верхоянский улус                      | 9599   | 9454   | 7895   | 2756    | 2023    | 1391    | 59     | 107    | 20     | 376   | 625   | 499   | 7       | 15      | 14      | 403      | 202      | 47       | 80     | 40     | 13     | 61     | 44     | 22     | -       | 4       | 4       | 6       | -       | 3       | 1     | -     | -     |
| Вилюйский улус                        | 21341  | 21294  | 21819  | 3216    | 2632    | 2273    | 127    | 370    | 518    | 70    | 106   | 28    | 9       | 10      | 16      | 428      | 276      | 67       | 149    | 107    | 39     | 39     | 41     | 31     | 14      | 13      | 13      | 1       | 4       | 5       | 2     | 3     | 2     |
| Горный улус                           | 10 854 | 11241  | 11622  | 209     | 128     | 74      | 112    | 81     | 124    | 57    | 70    | 48    | 1       | 30      | 33      | 24       | 20       | 6        | 17     | 8      | 8      | 6      | 8      | 7      | 15      | 12      | 10      | 8       | 6       | 5       | -     | -     | -     |
| Жиганский улус                        | 1445   | 1199   | 1045   | 619     | 549     | 381     | 2046   | 2362   | 2624   | 63    | 51    | 8     | 4       | 9       | 6       | 52       | 49       | 21       | 25     | 13     | 16     | 13     | 9      | 16     | 5       | 14      | 20      | 2       | 2       | -       | 1     | -     | -     |
| Кобяйский улус                        | 9209   | 9446   | 8285   | 3425    | 2779    | 1932    | 64     | 79     | 8      | 809   | 928   | 906   | 5       | 3       | 4       | 235      | 131      | 48       | 77     | 54     | 38     | 96     | 46     | 25     | 2       | 1       | 4       | 6       | 8       | 1       | -     | -     | 1     |
| Ленский район                         | 3944   | 4157   | 3882   | 30162   | 31101   | 25304   | 31     | 55     | 67     | 34    | 38    | 10    | 176     | 194     | 253     | 1472     | 972      | 290      | 512    | 430    | 200    | 252    | 260    | 221    | 8       | 4       | 5       | -       | -       | 8       | -     | -     | -     |
| Мегино-Кангаласский                   | 29374  | 28249  | 30431  | 2076    | 1707    | 1611    | 128    | 139    | 264    | 111   | 134   | 51    | 18      | 46      | 60      | 142      | 68       | 16       | 41     | 21     | 11     | 32     | 26     | 25     | 5       | 9       | 8       | 1       | 4       | 7       | 6     | -     | 8     |
| Мирнинский район                      | 5735   | 6686   | 7096   | 59096   | 46929   | 46262   | 494    | 553    | 573    | 84    | 156   | 105   | 346     | 792     | 1463    | 8423     | 4650     | 1509     | 2737   | 1950   | 1275   | 1617   | 1730   | 2442   | 15      | 41      | 30      | 3       | 4       | 12      | -     | -     | 1     |
| Момский улус                          | 3290   | 3015   | 2319   | 429     | 306     | 183     | 42     | 45     | 2      | 781   | 944   | 1136  | 5       | 7       | 2       | 38       | 24       | 9        | 17     | 8      | 5      | 16     | 14     | 12     | 1       | 3       | 1       | 16      | 13      | 17      | -     | -     | -     |
| Намский улус                          | 20218  | 21017  | 23565  | 701     | 613     | 540     | 166    | 224    | 432    | 183   | 142   | 80    | 7       | 8       | 7       | 19       | 15       | 9        | 30     | 25     | 14     | 28     | 24     | 9      | 6       | 7       | 10      | 6       | 4       | 23      | 1     | 2     | 3     |
| Нерюнгринский район                   | 1905   | 2042   | 1713   | 67924   | 64647   | 51763   | 1013   | 1123   | 1231   | 106   | 162   | 40    | 144     | 267     | 332     | 8419     | 5135     | 2210     | 2159   | 1639   | 768    | 1683   | 1510   | 1557   | 3       | 15      | 3       | 8       | 12      | 9       | 4     | 4     | 9     |
| Нижнеколымский улус                   | 1112   | 896    | 739    | 2873    | 1897    | 1671    | 66     | 7      | 2      | 511   | 600   | 620   | -       | 11      | 5       | 287      | 137      | 63       | 81     | 62     | 40     | 38     | 25     | 21     | 2       | 3       | 7       | 310     | 390     | 420     | 465   | 506   | 513   |
| Нюрбинский улус                       | 23850  | 23896  | 22348  | 1461    | 962     | 550     | 137    | 51     | 106    | 53    | 46    | 22    | 15      | 8       | 16      | 53       | 46       | 13       | 15     | 8      | 8      | 77     | 39     | 22     | 1       | 2       | 18      | 6       | 6       | 2       | -     | -     | -     |
| Оймяконский улус                      | 3347   | 2932   | 3072   | 8333    | 5291    | 2955    | 60     | 62     | 15     | 406   | 429   | 545   | 16      | 23      | 36      | 1494     | 623      | 165      | 178    | 132    | 61     | 68     | 56     | 77     | 8       | 18      | 24      | -       | 1       | 2       | 6     | 11    | 12    |
| Олекминский улус                      | 11481  | 11402  | 8425   | 13284   | 12206   | 9652    | 1061   | 1234   | 1194   | 149   | 265   | 92    | 4       | 83      | 38      | 316      | 215      | 57       | 621    | 464    | 253    | 94     | 85     | 58     | 11      | 4       | 4       | 16      | 13      | 9       | 6     | 3     | 3     |
| Оленёкский улус                       | 1248   | 841    | 601    | 144     | 73      | 53      | 2591   | 3117   | 3566   | 19    | 20    | 21    | 1       | -       | 1       | 15       | 8        | 3        | 4      | 9      | 13     | 13     | 12     | 10     | 7       | 7       | 12      | -       | -       | -       | -     | -     | -     |
| Среднеколымский                       | 6747   | 6 338  | 5427   | 981     | 814     | 669     | 32     | 33     | 1      | 395   | 523   | 527   | 4       | 5       | 2       | 47       | 36       | 20       | 14     | 9      | 11     | 9      | 9      | 11     | -       | -       | 2       | 38      | 50      | 66      | 3     | 1     | -     |
| Сунтарский улус                       | 24 642 | 24400  | 21997  | 391     | 255     | 138     | 102    | 101    | 7      | 127   | 94    | 165   | 7       | 5       | 4       | 50       | 25       | 14       | 28     | 16     | 19     | 20     | 21     | 6      | 11      | 11      | 20      | 2       | -       | -       | 1     | 1     | -     |
| Таттинский улус                       | 16209  | 16888  | 16682  | 153     | 82      | 58      | 71     | 85     | 117    | 57    | 57    | 30    | 4       | 3       | 4       | 15       | 7        | 3        | 8      | 3      | 4      | 16     | 6      | 6      | 1       | -       | -       | 21      | 30      | 19      | -     | -     | 2     |
| Томпонский улус                       | 5280   | 5398   | 4952   | 7387    | 6154    | 4273    | 86     | 101    |        | 829   | 927   |       | 7       | 16      | 31      | 850      | 469      | 151      | 167    | 101    | 36     | 97     | 63     | 49     | 4       | 2       | 5       | -       | 4       | 3       | 10    | 8     | 20    |
| Усть-Алданский улус                   | 22016  | 21787  | 22250  | 132     | 74      | 56      | 93     | 82     | 125    | 36    | 51    | 25    | 3       | 1       | 5       | 9        | 8        | 2        | 6      | 9      | 2      | 12     | 19     | 11     | 2       | 3       | 2       | 3       | -       | 3       | -     | -     | -     |
| Усть-Майский улус                     | 1870   | 779    | 736    | 6995    | 4943    | 4005    | 1870   | 1962   | 2105   | 148   | 129   | 82    | 1       | 7       | 17      | 640      | 302      | 142      | 144    | 87     | 61     | 40     | 22     | 25     | -       | -       | 2       | -       | 1       | 4       | -     | -     | 2     |
| Усть-Янский улус                      | 3772   | 3454   | 3181   | 3547    | 2176    | 1355    | 58     | 81     | 6      | 1070  | 1333  | 1324  | 18      | 16      | 27      | 889      | 456      | 175      | 83     | 59     | 27     | 46     | 35     | 23     | -       | -       | 3       | 38      | 94      | 181     | -     | -     | -     |
| Хангаласский улус                     | 20955  | 20730  | 22345  | 11745   | 10456   | 9181    | 370    | 415    | 498    | 234   | 289   | 114   | 10      | 70      | 63      | 497      | 342      | 99       | 210    | 186    | 78     | 112    | 100    | 83     | 12      | 20      | 29      | 6       | 7       | 3       | 8     | 11    | 11    |
| Чурапчинский улус                     | 19169  | 19970  | 21603  | 78      | 74      | 34      | 77     | 117    | 134    | 67    | 75    | 21    | 2       | 11      | 7       | 4        | 7        | 5        | 14     | 9      | 3      | 5      | 3      | 4      | 1       | 3       | 13      | -       | 1       | 5       | -     | -     | -     |
| Эвено-Бытантайский                    | 1474   | 1272   | 1136   | 43      | 25      | 17      | 15     | 16     | 3      | 1184  | 1521  | 1711  | -       | -       | -       | 13       | 6        | 11       | 4      | 1      | -      | 6      | 5      | 6      | 3       | 3       | 11      | -       | 2       | 4       | -     | -     | -     |
| ГО Якутск                             | 104497 | 139500 | 147532 | 113574  | 105790  | 65747   | 1923   | 2851   | 4819   | 1369  | 2152  | 1495  | 496     | 2995    | 8498    | 5653     | 3758     | 1242     | 2512   | 1970   | 897    | 2448   | 2530   | 1550   | 117     | 187     | 311     | 201     | 204     | 266     | 48    | 59    | 69    |
| ГО Жатай                              | 104497 | 772    | 1146   | 113574  | 7834    | 8530    | 1923   | 19     | 33     | 1369  | 24    | 9     | 496     | 9       | 26      | 5653     | 177      | 62       | 2512   | 101    | 64     | 2448   | 43     | 32     | 117     | 2       | -       | 201     | 7       | 2       | 48    | -     | 3     |

### Половой состав
Данные на основе переписи 2002 года
|         | Городское население | Сельское население | Всего   | %    |
| ------- | ------------------- | ------------------ | ------- | ---- |
| Мужчины | 296 155             | 168 062            | 464 217 | 48,9 |
| Женщины | 313 844             | 171 219            | 485 063 | 51,1 |

### Населённые пункты
Населённые пункты с численностью населения более 5 тысяч человек
| Якутск   | ↗372 801 |
| Нерюнгри | ↗53 526  |
| Мирный   | ↘34 013  |
| Алдан    | ↘21 490  |
| Ленск    | ↘21 181  |
| Айхал    | ↘13 359  |
| Удачный  | ↗13 349  |

| Покровск | ↘11 991 |
| Жатай    | ↗12 541 |
| Намцы    | ↗10 364 |
| Чурапча  | ↗10 342 |
| Нюрба    | ↘10 055 |
| Вилюйск  | ↗10 045 |
| Сунтар   | ↗10 035 |

| Олёкминск     | ↗8457 |
| Чульман       | ↗7428 |
| Майя          | ↗7322 |
| Ытык-Кюёль    | ↗6933 |
| Амга          | ↗6667 |
| Бердигестях   | ↗6956 |
| Верхневилюйск | ↗6436 |

| Томмот         | ↘6320 |
| Нижний Куранах | ↘5418 |
| Борогонцы      | ↗6416 |
| Мохсоголлох    | ↘5192 |
| Хандыга        | ↘5179 |
| Нижний Бестях  | ↘5139 |

## Административно-территориальное деление
Республика Саха (Якутия) в рамках административно-территориального устройства делится на административно-территориальные единицы: 1 город республиканского значения (Якутск) и 34 улуса (района), а также входящие в их состав наслеги (сельские округа), города улусного (районного) подчинения, посёлки (посёлки городского типа) и сёла.
В рамках муниципального устройства республика включает в себя 36 муниципальных образований: 34 муниципальных района (в том числе 4 национальных) и 2 городских округа. В состав муниципальных районов в свою очередь входят городские и сельские поселения (наслеги), общее число наслегов составляет 365, в том числе 31 национальный.

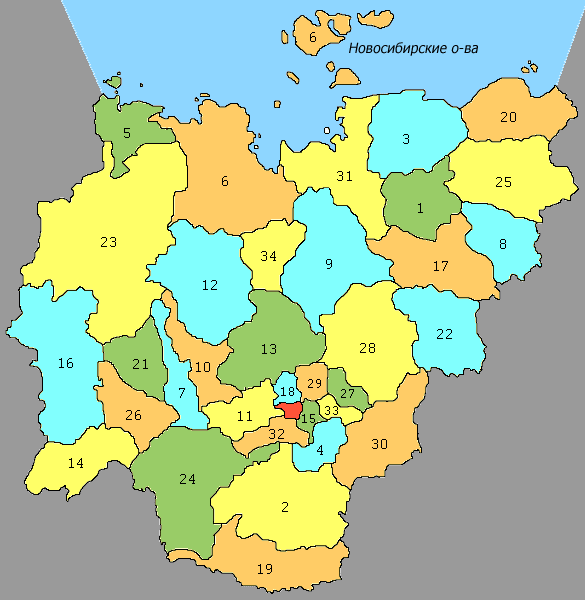
Карта административно-территориального устройства Республики Саха (Якутия).
Красным выделена территория города республиканского значения Якутска (соответствующая двум городским округам «город Якутск» и «Жатай»).

| Муниципальные районы | Муниципальные районы                                       | Муниципальные районы   |
| #                    | Улусы и районы                                             | Административный центр |
| -------------------- | ---------------------------------------------------------- | ---------------------- |
| 1                    | Абыйский район                                             | Белая Гора             |
| 2                    | Алданский район                                            | Алдан                  |
| 3                    | Аллаиховский район                                         | Чокурдах               |
| 4                    | Амгинский район                                            | Амга                   |
| 5                    | Анабарский национальный (долгано-эвенкийский) улус (район) | Саскылах               |
| 6                    | Булунский район                                            | Тикси                  |
| 7                    | Верхневилюйский район                                      | Верхневилюйск          |
| 8                    | Верхнеколымский район                                      | Зырянка                |
| 9                    | Верхоянский район                                          | Батагай                |
| 10                   | Вилюйский район                                            | Вилюйск                |
| 11                   | Горный улус                                                | Бердигестях            |
| 12                   | Жиганский улус                                             | Жиганск                |
| 13                   | Кобяйский улус (район)                                     | Сангар                 |
| 14                   | Ленский район                                              | Ленск                  |
| 15                   | Мегино-Кангаласский улус                                   | Нижний Бестях          |
| 16                   | Мирнинский район                                           | Мирный                 |
| 17                   | Момский район                                              | Хонуу                  |
| 18                   | Намский улус                                               | Намцы                  |
| 19                   | Нерюнгринский район                                        | Нерюнгри               |
| 20                   | Нижнеколымский район                                       | Черский                |
| 21                   | Нюрбинский район                                           | Нюрба                  |
| 22                   | Оймяконский улус (район)                                   | Усть-Нера              |
| 23                   | Оленёкский эвенкийский национальный район                  | Оленёк                 |
| 24                   | Олёкминский район                                          | Олёкминск              |
| 25                   | Среднеколымский улус (район)                               | Среднеколымск          |
| 26                   | Сунтарский улус (район)                                    | Сунтар                 |
| 27                   | Таттинский улус                                            | Ытык-Кюёль             |
| 28                   | Томпонский район                                           | Хандыга                |
| 29                   | Усть-Алданский улус (район)                                | Борогонцы              |
| 30                   | Усть-Майский улус (район)                                  | Усть-Мая               |
| 31                   | Усть-Янский улус (район)                                   | Депутатский            |
| 32                   | Хангаласский улус                                          | Покровск               |
| 33                   | Чурапчинский улус (район)                                  | Чурапча                |
| 34                   | Эвено-Бытантайский национальный улус (район)               | Батагай-Алыта          |
| Городские округа     |                                                            |                        |
| I                    | Жатай                                                      | Жатай                  |
| II                   | Город Якутск                                               | Город Якутск           |

## Экономика
По данным 2023 года, ВРП Республики превысило 1,9 трлн руб. (23,400 долл. на душу населения).
Добыча полезных ископаемых Якутии, таких как алмазы, уголь, золото и прочее, является значительной частью экономики региона.
Несмотря на природные богатства Якутия долгое время остаётся убыточным регионом. Так в 2024 году сумма дотаций составила 66 млрд рублей, в то же время 58 % экономики Якутии это добывающая промышленность, от которой налог на добычу полезных ископаемых (НДПИ) уходит в федеральный бюджет. Среди других факторов убыточности региона называются повышенные расходы в условиях приарктического климата, а также тот факт, что в добывающей отрасли республики преимущественно трудятся работники из других регионов вахтовым методом, тем самым лишая Якутию налогов для физических лиц (НДФЛ). Налог на прибыль от алмазов, угля, частично от золота остаётся в республике, а от нефтяной отрасли идёт по месту регистрации — за пределы региона.
Одно из немногих реально обеспеченных направлений — поступления от налога на имущество организаций. В 2020 году, после запуска магистрального газопровода «Сила Сибири», транспортирующим газ с западно-якутского Чаяндинского месторождения, произошла постановка на имущественный учёт территориальных объектов этого крупного проекта, что увеличило поступления по налогу на имущество организаций.

### Промышленность

#### Основные секторы промышленности
- добывающая (алмазо-, золото, нефте-, газо-, угле- и др.)
- перерабатывающая (гранильная, ювелирная, нефте-газоперерабатывающая, деревообрабатывающая, производство строительных материалов и др.)
- топливно-энергетический комплекс (производство энергоносителей)
- лесная
- судостроение
- лёгкая промышленность (кожевенно-обувная, пушно-меховая и др.)
- пищевая промышленность

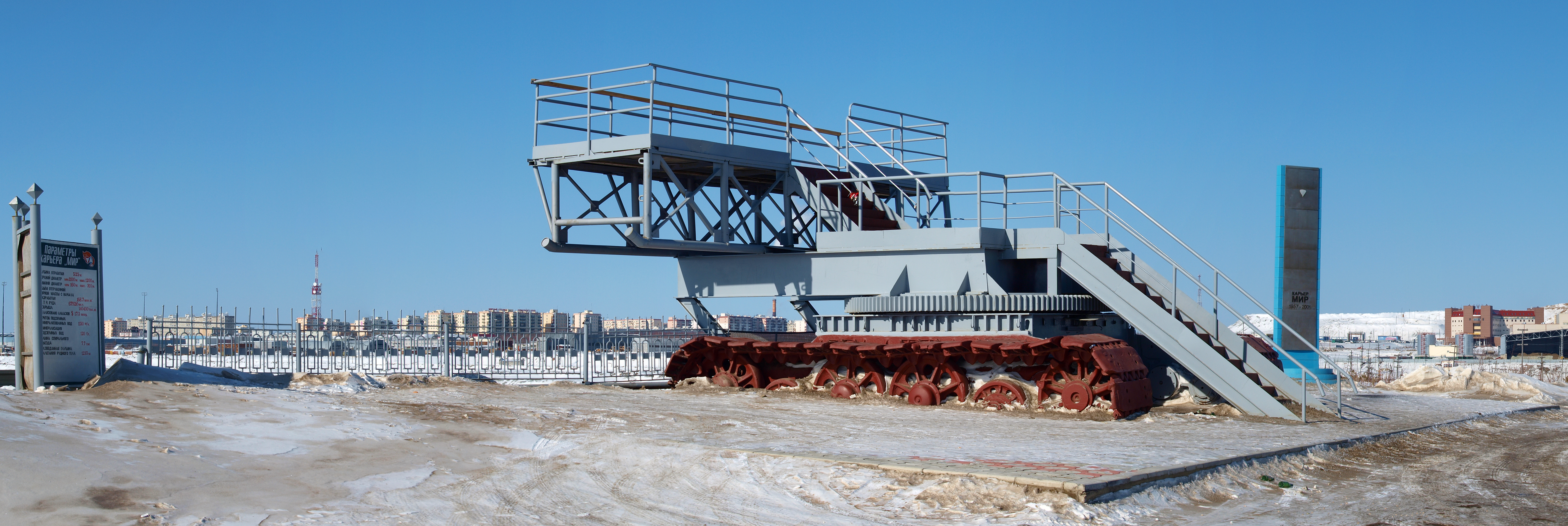
Смотровая площадка карьера Мир и вид на город Мирный

В 1950-е и последующие годы в связи с открытием алмазоносных месторождений на западе республики была создана и существует и сегодня очень мощная алмазодобывающая промышленная инфраструктура Республики Саха и Российской Федерации.
Промышленность Якутии ориентирована на добычу и обогащение сырья, республика богата природными ресурсами. На территории Якутии находится крупнейшее в стране Эльконское урановое месторождение с разведанными запасами около 344 тысячи тонн.
В 2011 году начата отгрузка угля с крупнейшего в России Эльгинского угольного месторождения.

### Нефть, газ, золото и другие ископаемые
На территории Якутии находится Лено-Вилюйская газонефтеносная провинция. Чаяндинское месторождение относится к категории уникальных — 1,2 трлн м³ газа и около 62 млн тонн нефти и газоконденсата. Другие крупные месторождения — Среднеботуобинское (181 млрд м³ газа, 168 млн тонн нефти и газоконденсата), Среднетюнгское (156 млрд. м³ и 8,7 млн. т) и Средневилюйское (149 млрд. м³ и 6,9 млн. т соответственно).
Крупнейшие в республике месторождения золота: Нежданинское, Кючус, реки Аллах-Юнь, Большой Куранах и другие. Компания «Селигдар» занимается золотодобычей на Самолазовском, Нижнеякокитском, Лунном, Юрском и других месторождениях.

### Перспективы развития угольной индустрии
Якутская угледобыча устойчиво движется по целевому варианту развития. Вместо предусмотренных «базой» 25 млн тонн на 2021 год республиканские власти планируют выйти на 39 млн тонн. Ожидаемый рост в сравнении с 2020 годом — двукратный. В целом, южно-якутская угледобыча входит в клуб национально-значимых экспортёров. В своих прогнозных выкладках Якутия рассчитывала в 2021 году выйти на чуть больший объём в 40,9 млн тонн по добыче.
Основной прирост в 2021 году даёт выход на плановые показатели в 6 млн тонн угольной шахты «Инаглинская», крупнейшей в стране. В феврале 2021 года на проектную мощность должна выйти шахта «Восточная Денисовская». Тем самым объём добычи на ГОК «Денисовский» будет доведён до 6 млн тонн угля. В совокупности ГК «Колмар» планирует выйти в текущем году по добыче угля на 12,2 млн тонн и по отгрузке концентрата — до 7,6 млн тонн. Для сравнения, по итогам 2020 года совокупный объём добычи ГК «Колмар» составил 6,7 млн. Необходимо добавить ещё инвестпланы «А-Проперти» по вводу летом-осенью 2021 года первой очереди строящегося ГОКа. Одновременно с вводом комбината собственник планирует увеличить провозную способность 340-километровой промветки от Эльги до станции Улак ДВЖД в два раза — до 24 млн тонн в год. Пока известно, что на 2021 год собственник Эльгинского проекта ожидает нарастить объёмы добычи и отгрузки по углю в пределах 18 млн тонн. Объём затоваривания, а значит, невывоза угля, по данным республиканских властей, приблизился по итогам 2020 года к 2 млн т с прогнозированием роста в 2024 году до 6 млн т.

### Энергетика
По состоянию на конец 2017 года на территории Якутии эксплуатировались шесть крупных тепловых электростанций, две гидроэлектростанции, 21 солнечная и 2 ветровых электростанций, а также более 200 дизельных электростанций общей установленной мощностью 3098,5 МВт. В 2018 году они произвели 9666 млн кВт·ч электроэнергии.

### Сельское хозяйство

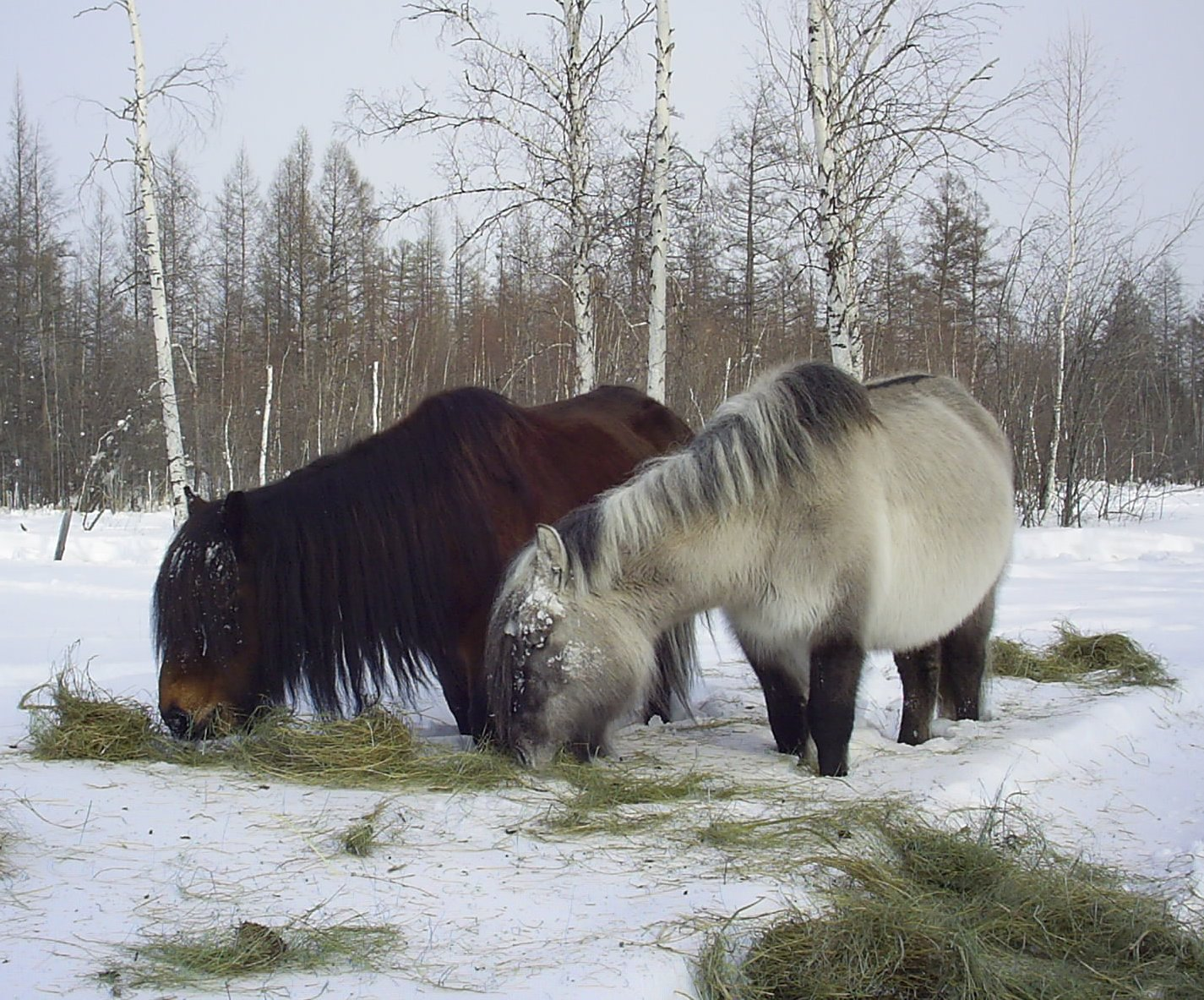
Якутские лошади на зимней тебенёвке

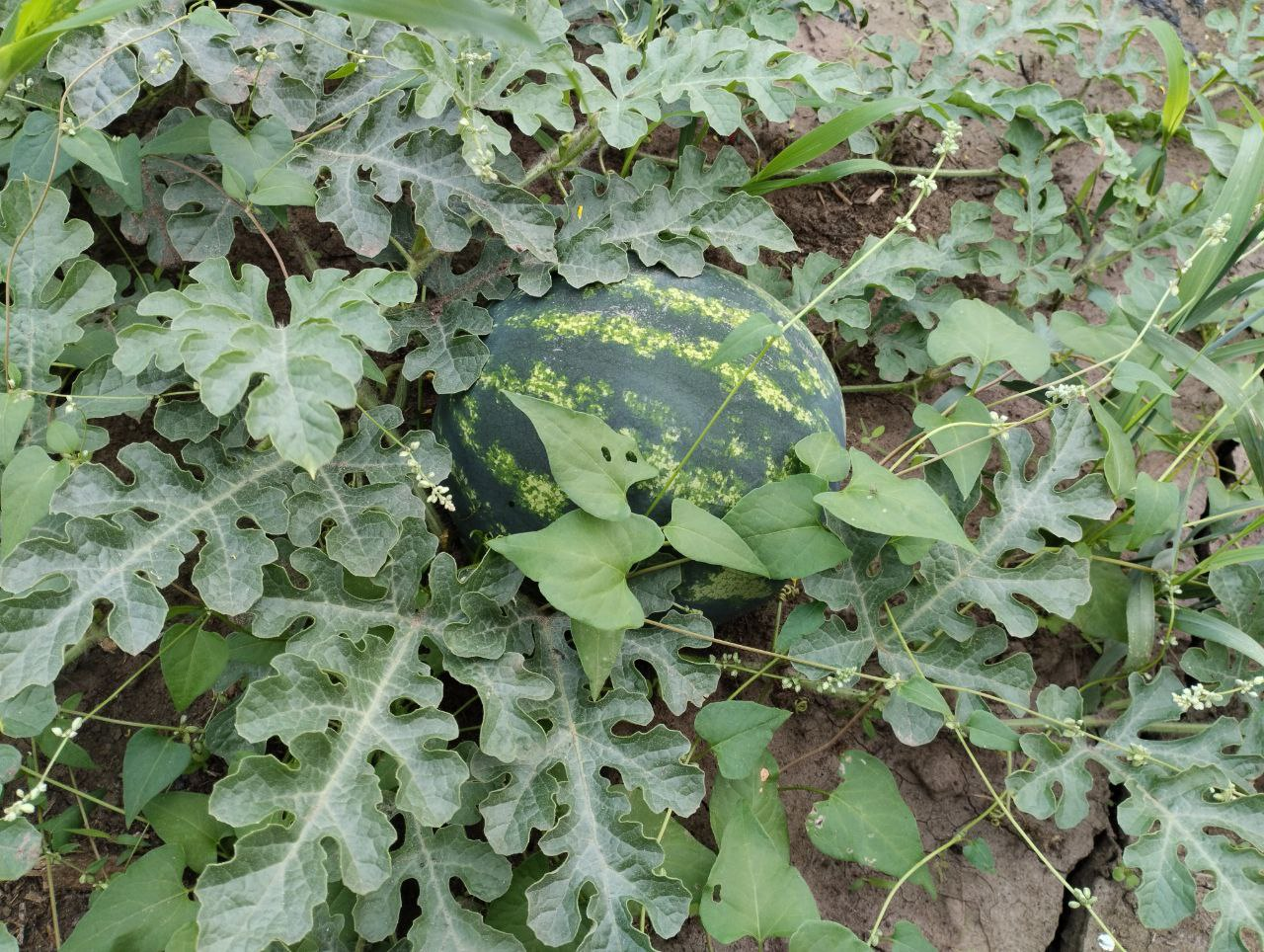
Якутский арбуз на бахче в Мегино-Кангаласском улусе, июль 2024 г.

Несмотря на тяжёлые природные и экономические условия, доля сельского населения Якутии остаётся одной из самых высоких в ДВФО, уступая лишь Бурятии. На 1 января 2022 года сельское население составляло 329 408 человек, 33 % населения Якутии.
Наиболее приротетными отраслями сельского хозяйства являются:
- мясо-молочное животноводство
- коневодство
- оленеводство
- овощеводство
- картофелеводство
- рыбный промысел
- сбор ягод и даров природы

Якутия — единственный регион России, где наиболее развито коневодство. Скотоводство и коневодство в равной степени являются традиционными отраслями животноводства якутов. В советский период поголовье крупного рогатого скота значительно превышало поголовье лошадей. С 1990-х скотоводство деградирует, в то время как коневодство стабильно развивается и в последние годы получает значительную поддержку властей. В 2021 году поголовье лошадей впервые превысило поголовье крупного рогатого скота.
На 1 января 2021 года в хозяйствах всех категорий насчитывалось 180,9 тыс. (-2,4 тыс.) голов крупного рогатого скота, из них 72,1 тыс. (+1,4 тыс.) голов коров, 21,6 тыс. (100 %) свиней, 182,8 тыс. (-0,2 тыс.) лошадей, 157,4 тыс. (+5,3 тыс.) оленей.
За 2019 год объём производства скота и птицы на убой (в живом весе) 36,9 тыс. тонн (+1,5 тыс. тонн), яйца куриные — 133,6 млн штук, производство молока в 2020 году — 162,4 тыс. тонн (+0,4 %) .
Средний надой молока от коровы в 2019 году в хозяйствах всех категорий 2290 кг (-7 кг).
Около половины посевных площадей занимают кормовые культуры, остальное — зерновые и зернобобовые культуры; картофель и овощи.
В 2020 году (в хозяйствах всех категорий) средняя урожайность картофеля 115,3 ц/га, овощей 186,7 ц/га, зерновые 10,2 ц/га.
На территории ТОР «Кангалассы» строится круглогодичный тепличный комплекс для выращивания овощей защищённого грунта совместно с японской компанией «Хоккайдо Корпорейшн».
Площадка «Сырдах» ТОР «Якутия» расположена в 24 км к северу от города Якутска. В настоящее время на площадке продолжается строительство третьей очереди круглогодичного тепличного комплекса «Саюри» площадью 1,2 гектара. Площадь реализованных и введённых в эксплуатацию объектов составляет 2,1 гектара — первая и вторая очереди, а также первый этап третьей очереди теплиц.
| тыс. гектар | 124 | 107,5 | 81,4 | 60,7 | 49 | 44,1 | 46,5 | 47,2 |

### Транспорт
Бо́льшая часть грузопотока приходится на водный транспорт. В период навигации основными транспортными артериями становятся реки (Лена с притоками Вилюй и Алдан, Яна, Индигирка, Колыма). В северные районы республики грузы доставляются Северным морским путём.
Развивается автомобильная сеть республики. 25 октября 2008 года официально открыта для круглогодичного движения на всём своём протяжении автодорога федерального значения «Колыма» (Якутск — Магадан). В 2007 году автодорога «Вилюй» (Якутск — Вилюйск — Мирный — Ленск — Усть-Кут — Тулун) включена в список федеральных дорог. Однако фактически такой дороги не существует: участок Ленск — Усть-Кут является зимником, по которому автомобильное сообщение возможно около трёх месяцев в году. В перспективе планируется выход автодороги «Амга» (Якутск — Амга — Усть-Мая) к порту Аян в Хабаровском крае. Также планируется строительство круглогодично действующих трасс «Яна» (Хандыга — Батагай — Усть-Куйга) и «Анабар» (Мирный — Удачный — Оленёк — Юрюнг-Хая). В то же время автодорога федерального значения «Лена», которая связывает Якутск с общероссийской автомобильной сетью, требует очень серьёзного ремонта.
Развит воздушный транспорт. В республике действует 23 аэропорта.

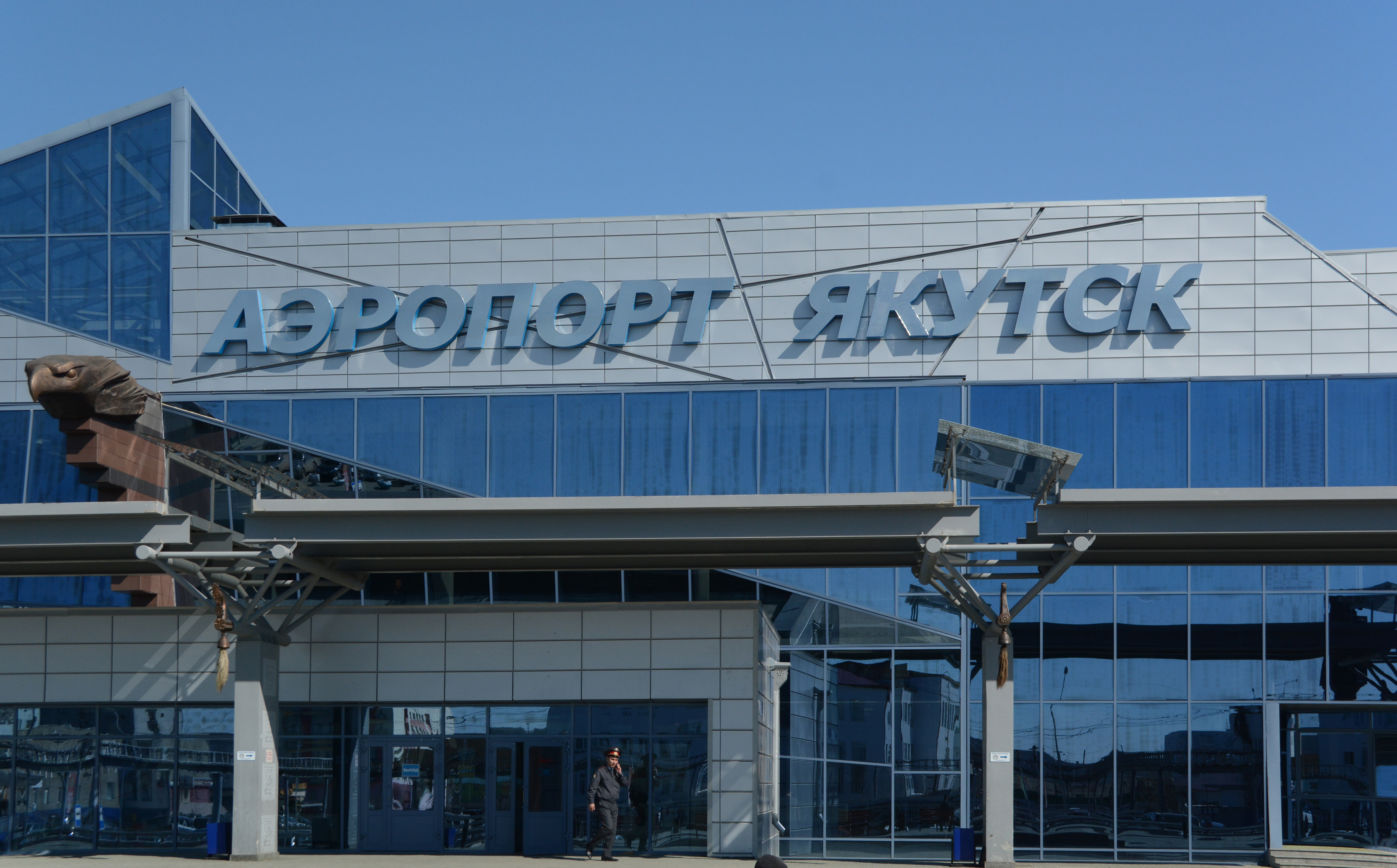
Аэропорт Якутск

В 2010-х помимо регулярных рейсов начали выполняться чартерные рейсы авиации общего назначения.
Действует участок Амуро-Якутской железнодорожной магистрали Беркакит — Алдан — Нижний Бестях, рассматривается возможность строительства совмещённого автомобильно-железнодорожного моста через Лену с выходом железной дороги на Якутск, а также продолжения строительства железной дороги на Мому — Магадан. В юго-восточной Якутии также близко к завершению строительство тупиковой железнодорожной линии Улак — Эльга, соединяющей БАМ с Эльгинским угольным месторождением. Одновременно с вводом летом-осенью 2021 года первой очереди строящегося горно-обогатительного комбината компания «А-Проперти» планирует увеличить провозную способность 340-километровой промветки от Эльги до станции Улак ДВЖД в два раза — до 24 млн тонн в год.

### Сфера услуг
В Якутии развивается туризм и сфера отдыха. Развит малый и средний бизнес. Осуществляют деятельность многочисленные бизнес-инкубаторы.

## Политическое устройство
Республика Саха (Якутия) является субъектом Российской Федерации. Многие положения Основного Закона Якутии повторяют положения общероссийской Конституции.
Источником власти в Республике Саха (Якутия) является народ, состоящий из граждан всех национальностей. Никакая часть народа, никакая отдельная личность не может присвоить себе право осуществления государственной власти.
Народ осуществляет свою власть непосредственно, а также через органы государственной власти и органы местного самоуправления.
Высшим выражением власти народа являются референдум и свободные выборы.

### Конституция Республики Саха (Якутия)
Действующая Конституция Республики Саха (Якутия) была утверждена 2 апреля 1992 года и вступила в силу 27 апреля 1992 года — в день образования в 1922 году Якутской АССР. Этот день объявлен одним из государственных праздников в республике — Днём Республики.

### Глава республики
Высшим должностным лицом Республики Саха (Якутия) является Глава Республики, который также возглавляет исполнительную власть республики и исполняет свои обязанности в течение 5 лет. После подписания Президентом РФ В. В. Путиным Федерального закона «О внесении изменений в Федеральный закон „Об общих принципах организации законодательных (представительных) и исполнительных органов государственной власти субъектов Российской Федерации“ и в Федеральный закон „Об основных гарантиях избирательных прав и права на участие в референдуме граждан Российской Федерации“» Глава Республики Саха (Якутия) избирался на должность по представлению Президента РФ Государственным Собранием (Ил Тумэн) Республики Саха (Якутия). В настоящее время, с возвращением в 2012 г. прямых выборов глав субъектов, Глава Республики Саха (Якутия) избирается прямым, тайным и всеобщим голосованием народа РС(Я).
Глава Республики Саха (Якутия) — Айсен Николаев с 28 сентября 2018 года.

### Государственное Собрание (Ил Тумэн)
Высшим представительным, законодательным и контрольным органом Республики Саха (Якутия) является Государственное Собрание (Ил Түмэн) — парламент республики.
Государственное Собрание Республики Саха является однопалатным законодательным органом и состоит из 70 депутатов. Собрание избирается сроком на 5 лет.
Председателем Государственного Собрания Республики Саха является Еремеев Алексей Ильич (с 30 июня 2021 года).

### Правительство
Правительство Республики Саха (Якутия) представляет исполнительную власть в республике. Структура и состав правительства определяются решениями Главы и Правительства Республики Саха (Якутия). В настоящее время Правительство Якутии состоит из председателя (премьер-министрa), трёх первых заместителей председателя, трёх заместителей председателя, 18 министров и пяти председателей Госкомитетов.
Председателем Правительства Республики Саха (Якутия) с ноября 2020 года является Тарасенко Андрей Владимирович.

## Религия
До прихода Российской империи большинство местного населения были приверженцами традиционных верований. Традиционная религия якутов представляет собой политеистическую веру в богов (якут. айыы), демонов (якут. абааhы) и духов (якут. иччи), где жрецами выступают светлые шаманы (якут. алгысчыт) и тёмные шаманы (якут. ойуун), анимистические поверия, тотемизм, фетишизм (якут. ымыы), культ предков. Поверия и предания якутов закреплены в устном народном творчестве, в частности в эпосе олонхо.
Во времена российского господства местное население было обращено в православие и получило православные имена, но на практике продолжало соблюдать традиционные верования. Под влиянием христианства менялись и традиционные верования якутов. Так, по мнению Семёна Николаева (Сомоҕотто), Нижний мир в якутском мировоззрении появился как аналог библейского ада, а абасы его изначально не населяли и не были однозначно злыми духами. По словам Василия Ушницкого, под влиянием христианства также сформировалось представление о верховном боге Юрюнг Айыы Тойон, а сама якутская вера из политеистической становилась монотеистической. По аналогии со славянскими шуликунами в якутской мифологии появились озёрные духи сюлюккюны.
В советское время в условиях главенства материализма и атеизма марксистско-ленинского учения, как христианство, так и традиционная вера якутов находились в забвении. Большинство шаманов не оставили наследников. В то же время в 1930-х эпос олонхо впервые был представлен в письменном виде и переведён на русский язык, поставлены оперы Красный Шаман и Нюргун Боотур (эпизод из олонхо). Проводились и праздники Ысыах, однако религиозная составляющая в них по большей части исчезла.
С конца 1980-х годов в республике на базе якутских традиционных верований развивается неоязыческое движение под влиянием поэта-диссидента Ивана Николаева (Уххана), филолога Лазаря Афанасьева (Тэрис), Владимира Кондакова, Владимира Атласова и других. Частью представителей якутского неоязычества традиционная вера якутов приподносится как часть тюрко-монгольского тенгрианства, среди остальных тюркских народов якутские неоязычники наиболее активно выступают за духовное объединение тюркского мира под тенгрианством. Республиканское правительство поддерживает неоязыческое движение в рамках сохранения и поддержки традиционной культуры. С 1990-х на официальном уровне проводится ежегодный религиозный праздник Ысыах, в настоящее время посещаемый сотнями тысяч человек, в центре Якутска для приверженцев якутского неоязычества в 2002 году был сооружён центр духовной культуры «Дом Арчы», в районах республики планируется открытие «Домов Олонхо», имелись попытки внедрения изучения тенгрианства в школах.
В 2005 году народный эпос олонхо был признан ЮНЕСКО «шедевром устного и нематериального культурного наследия человечества».
В настоящее время, когда православное христианство сохраняет приверженцев (однако, очень мало священников желают работать за пределами Якутска), существует интерес и активность по возрождению традиционных религий. По состоянию на 2008 год православные лидеры описывали мировоззрение коренного населения республики (или, скорее, тех из них, кто не совсем безразличен к религии) как двоеверие, или «склонность к синкретизму», о чём свидетельствует то, что местные жители иногда приглашают сначала шамана, а затем православного священника для проведения обрядов в связи с каким-либо событием в их жизни.
В мае 2014 года Министерством юстиции РФ была зарегистрирована традиционная якутская религия Аар Айыы.

### Религиозный состав
Отношение к религии, согласно опросу 2020-21 года:
- нерелигиозные — 44,3 %;
- верующие — 43,8 %;
- сомневающиеся и затруднившиеся ответить — 11,9 %.

Распределение верующих:
- православие — 38,1 %;
- внеконфессиональная религиозность — 31 %;
- язычество и шаманизм — 20,1 %;
- Аар Айыы — 6 %;
- тенгрианство — 2,3 %;
- буддизм — 1,2 %;
- ислам — 1 %;
- другие конфессии — 0,5 %.

## Культура

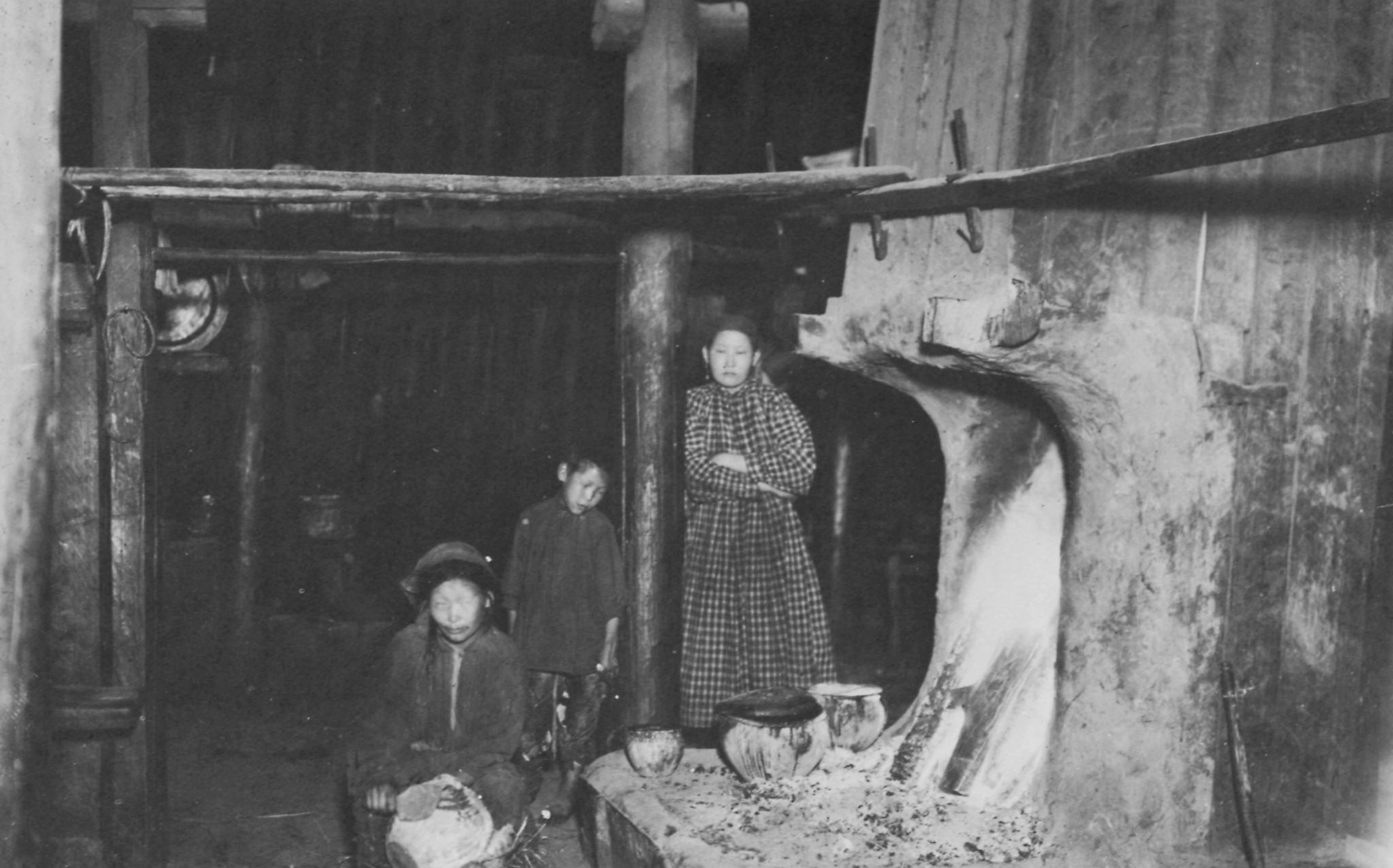
Внутри якутского дома

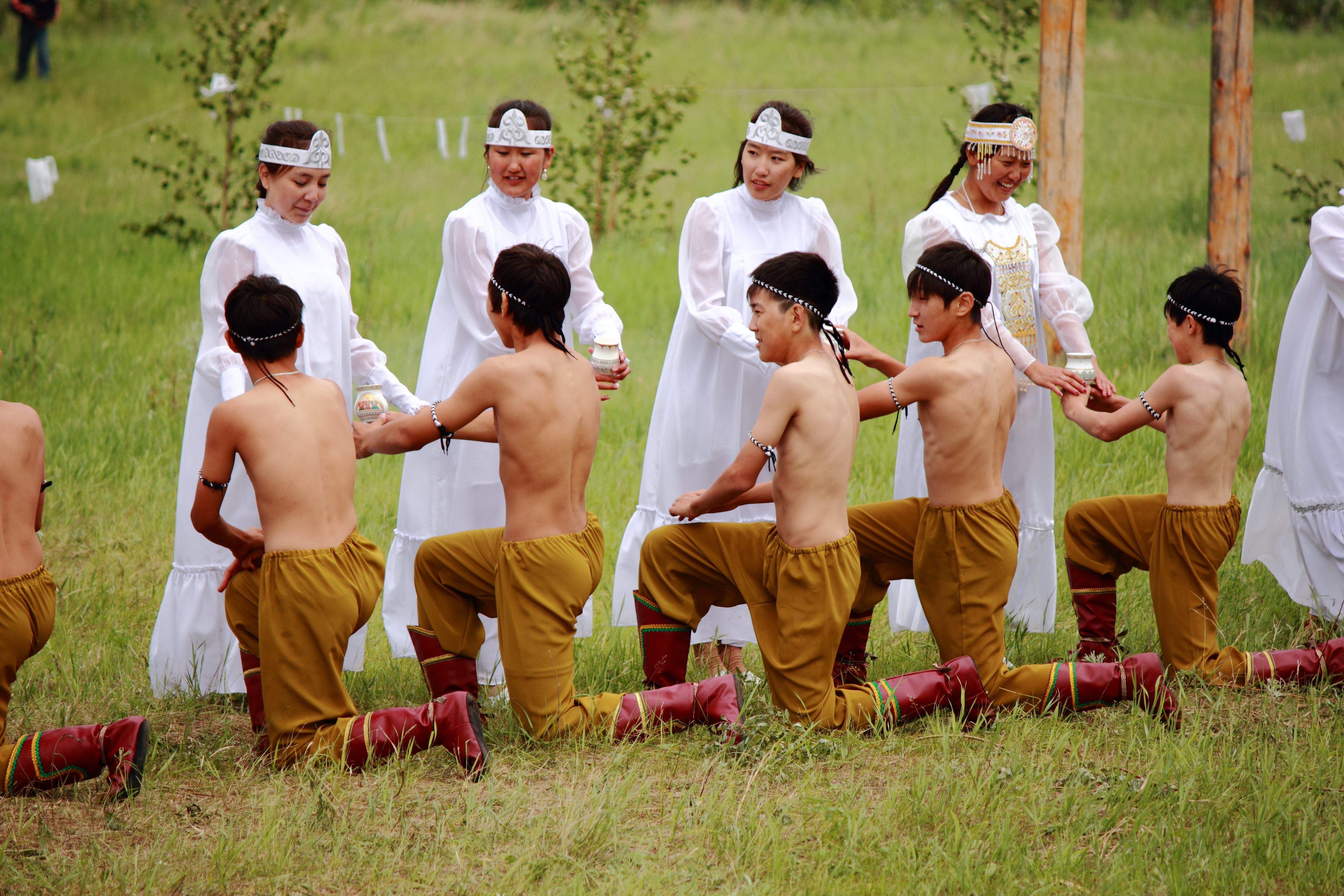
Якуты отмечают Ысыах

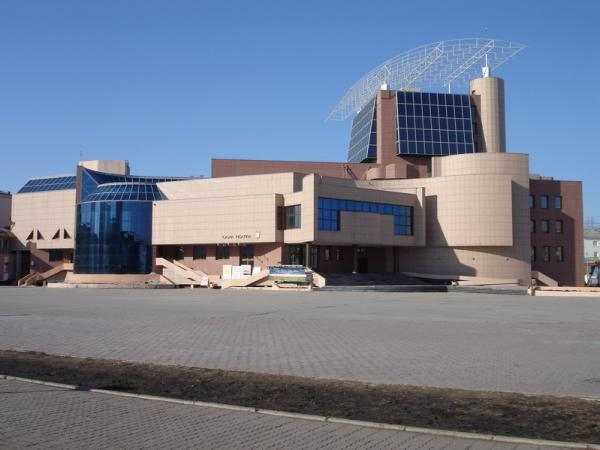
Саха академический театр

В Якутске работают Государственный академический Русский драматический театр им. А. С. Пушкина, Театр юного зрителя, Саха академический театр им. П. А. Ойунского, Государственный театр оперы и балета Республики Саха (Якутия) имени Д. К. Сивцева — Суоруна Омоллоона, Государственный театр эстрады, Национальный театр танца Республики Саха (Якутия) им. С. А. Зверева-Кыыл Уола, Театр Олонхо. Также в городе можно посетить Национальный художественный музей Республики Саха (Якутия), Якутский государственный музей истории и культуры народов Севера им. Ем. Ярославского, Саха цирк и единственный в мире Музей хомуса народов мира. В сентябре 2020 года в Гагаринском округе Якутска открылся Центр культуры и современного искусства имени Гагарина.
В 2010-е в Якутии начался расцвет местного кинематографа, так называемый «Сахавуд». Многие якутские фильмы в этот период получили всероссийскую известность.
В 2022 году предлагается создать Единую систему домов Олонхо, учредить ежемесячные стипендии Ил Дархана по 30 тысяч рублей носителям традиционного культурного наследия: олонхосутам, запевалам осуохая и кузнецам. Также будет предусмотрено финансирование творческих проектов и программ по ремонту и реконструкции домов Олонхо Республики в размере не менее 50 млн рублей ежегодно.

### Средства массовой информации
В Якутии издаются республиканские газеты: «Якутия» (на русском языке), «Саха сирэ» («Якутская земля/страна» — на якутском языке), общественно-политические еженедельники «Якутск вечерний» и «Наше время» (на русском языке), «Кыым» («Искра» — на якутском языке), республиканские журналы «Чолбон» и «Полярная звезда» и 34 районные газеты, имеется информационный аналитический портал YSIA.ru (на русском, якутском и английском языках), интернет-издания SakhaNews.ru, SakhaLife.ru, и многие другие.
Кроме того, до марта 2022 года работал популярный новостной портал Ykt.ru, но был вынужден закрыться ввиду усиливающийся цензуры во время российского вторжения на Украину.

### Телевидение
Цифровое эфирное телерадиовещание в формате DVB-T2 в Республике Саха (Якутия) ведётся филиал РТРС «РТПЦ Республики Саха (Якутия)». Филиал обеспечивает 95,0296 % населения Республики Саха (Якутия) 20-ю бесплатными цифровыми эфирными телеканалами: Первый канал, Россия-1, Матч ТВ, НТВ, Пятый канал, Россия К, Россия 24, Карусель (телеканал), Общественное телевидение России, ТВ Центр, Рен-ТВ, Спас, СТС, Домашний, ТВ-3, Пятница, Звезда, Мир, ТНТ, Муз-ТВ и радиостанциями «Радио России», «Маяк» и «Вести ФМ».
3 июня 2019 года в Республике прекращена трансляция федеральных телеканалов в аналоговом формате. Регион полностью перешёл на цифровое телевещание общероссийских обязательных общедоступных телеканалов.

## Наука и образование

Памятник мамонту у Института мерзлотоведения

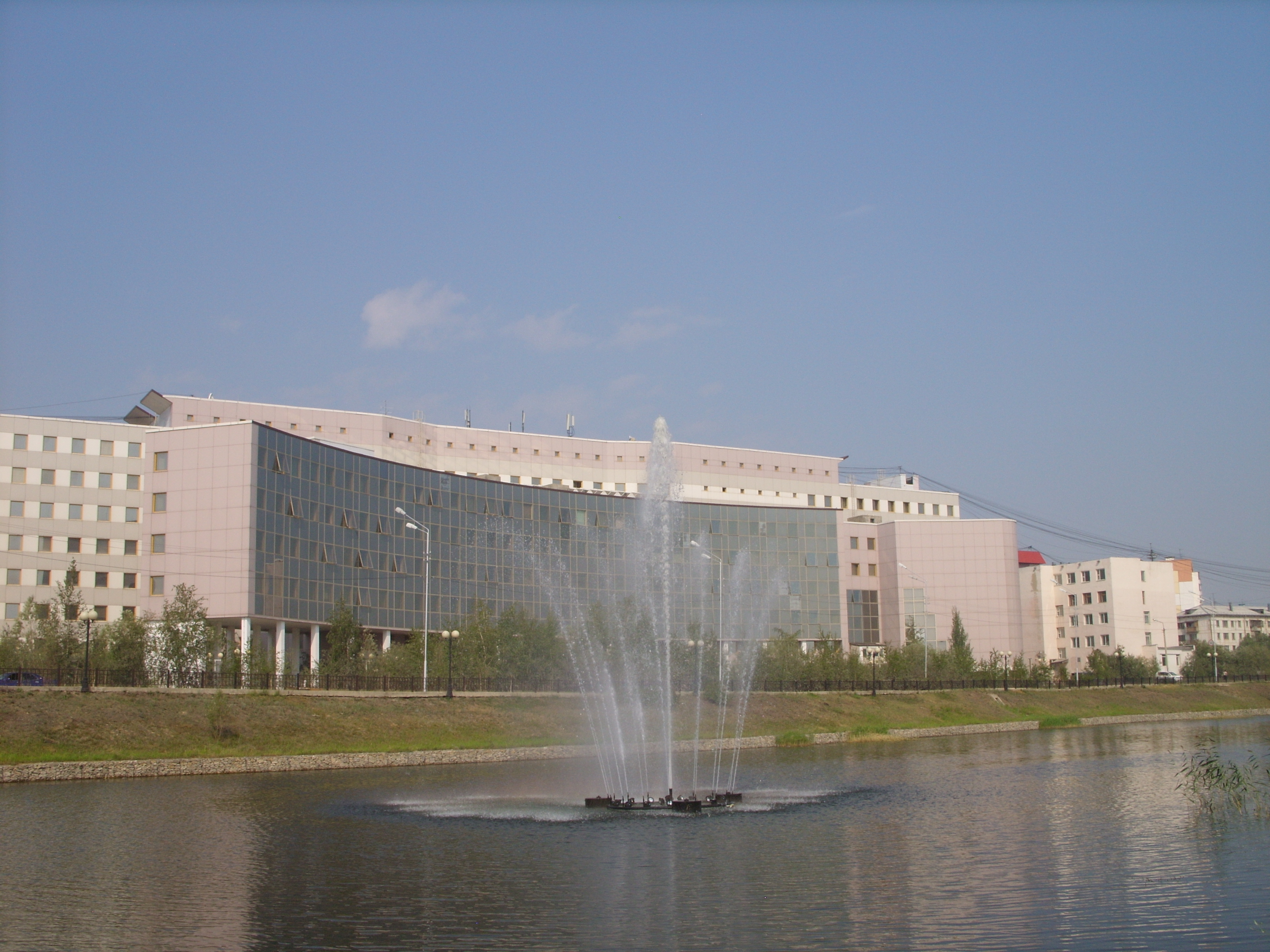
КФЕН СВФУ

### Школы, лицеи и гимназии
- Чурапчинская гимназия им. С. К. Макарова
- МБОУ «Таттинский лицей имени А. Е. Мординова»
- МБОУ «Амгинская СОШ N1 им. В. Г. Короленко»
- МБОУ «Амгинская СОШ N2 им В. В. Расторгуева»
- МБОУ «Амгинский лицей им. академика Л. В. Киренского»
- ГБОУ РС(Я) с углублённым изучением отдельных предметов «Верхневилюйский республиканский лицей-интернат М. А. Алексеева»
- МБОУ «Вилюйская гимназия им. И. Л. Кондакова»
- НОУ «Восточно-Сибирский лицей»
- Гимназия № 1 г. Нерюнгри им. С. С. Каримовой
- Городская классическая гимназия
- АОНО «Гуманитарный лицей»
- ГАНОУ «Арктическая школа» РС(Я)
- Национальная политехническая средняя общеобразовательная школа № 2
- МБОУ «Нижне-Бестяхская средняя общеобразовательная школа № 2 с углублённым изучением отдельных предметов»
- МБОУ «Нюрбинский технический лицей им. А. Н. Чусовского»
- ГБНОУ РС(Я) с углублённым изучением отдельных предметов «Республиканский лицей-интернат»
- МОБУ «Саха гимназия»
- Специализированный учебно-научный центр СВФУ
- Саха политехнический лицей
- Технический лицей Н. А. Алексеевой
- Физико-технический лицей им. В. П. Ларионова
- Якутский городской лицей
- Якутская городская национальная гимназия

### Высшие и средние специальные учебные заведения
- Алданский политехнический техникум ГАПОУ РС(Я)
- Арктический государственный агротехнологический университет
- Арктический государственный институт искусств и культуры
- Восточно-Сибирский институт экономики и менеджмента
- Высшая школа музыки Республики Саха (Якутия) (институт) им. В.А. Босикова
- Северо-Восточный федеральный университет имени М. К. Аммосова
- Чурапчинский государственный институт физической культуры и спорта
- Якутская духовная семинария
- Якутский институт водного транспорта (филиал) Новосибирской государственной академии водного транспорта
- Якутский колледж инновационных технологий
- Якутский экономико-правовой институт (филиал) Академии труда и социальных отношений

### Научные центры
- Научные институты Якутского научного центра Сибирского отделения Российской академии наук с общей занятостью 2242 человека. Среди этих научных учреждений — Институт мерзлотоведения им. акад. П. И. Мельникова (ИМЗ СО РАН), Институт гуманитарных исследований и проблем малочисленных народов Севера (ИГИ и ПМНС СО РАН) и Институт геологии алмаза и благородных металлов (ИГАБМ СО РАН).
- Якутский научный центр комплексных медицинских проблем Минобрнауки РФ.

## Праздники Якутии
Помимо общероссийских государственных и официальных праздников, в Якутии отмечаются республиканские государственные праздники:
- 13 февраля — День родного языка и письменности
- 5 марта — День народного мастера
- 19 марта — День Арктики[108]
- 27 апреля — День Республики Саха (Якутия)
- 22 мая — День сайылыка[109]
- 21 июня — Национальный праздник Ысыах
- 1 июля — День национальной печати[110]
- 2 июля — День реки Лена
- 27 сентября — День государственности Республики Саха (Якутия)
- 19 ноября — День русского языка
- 25 ноября — День Олонхо
- 30 ноября — День хомуса

## Разное
- В 2006 году Банком России была выпущена памятная монета, посвящённая Республике Саха (Якутия)[111].
- В 2022 году Якутия победила в национальной премии Russian Creaative Awards, в номинации «Креативный регион»[112].
- В 2022 году была выпущена почтовая марка, посвящённая 100-летию республики.

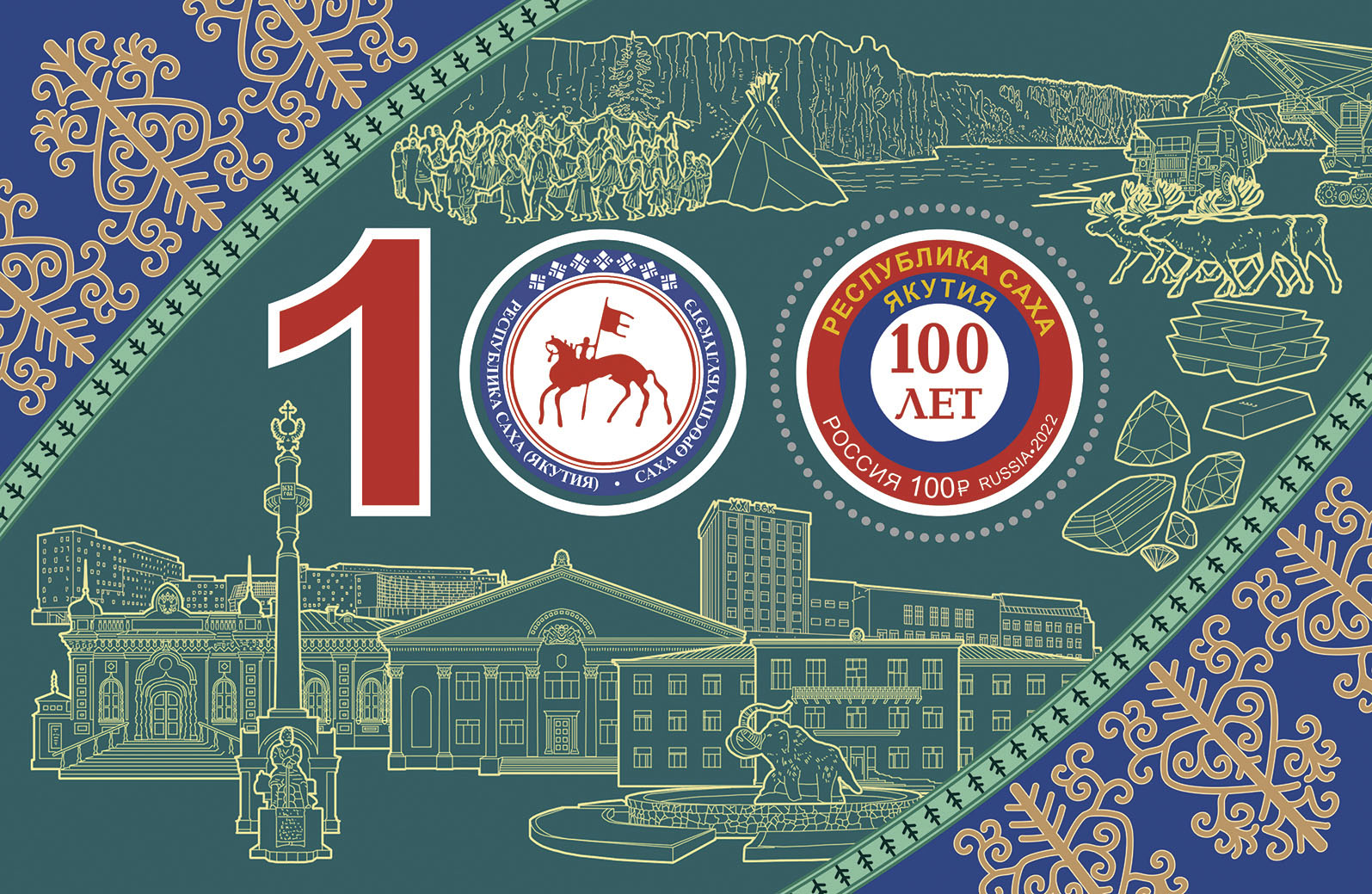
Почтовая марка
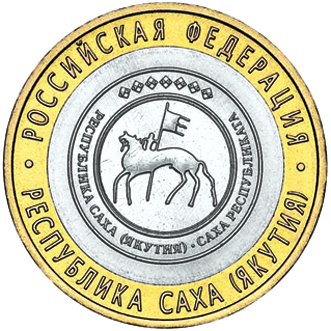
Республика Саха (Якутия). Монета Банка России. Серия: Российская Федерация Биметаллическая монета, 10 рублей, 2006 год
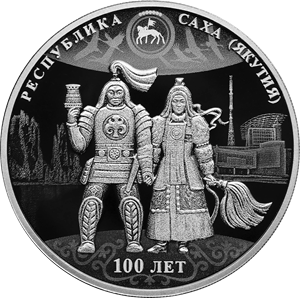

### Комментарии
1. ↑  По данным еженедельника The Economist, по площади Якутия превосходит Германию, Францию, Британию, Италию, Испанию, Швецию, Финляндию и Румынию вместе взятые[9].

### Сноски
1. ↑  Конституция (Основной Закон) Республики Саха (Якутия) (якут.). Архивировано 5 августа 2021 года., на якутском языке, ст. 1.
2. ↑  Валовой региональный продукт по субъектам Российской Федерации в 1998-2018гг. (xls). Росстат.
3. ↑  Валовый региональный продукт на душу населения по субъектам Российской Федерации в 1998-2018гг. MS Excel документ
4. 1 2  Численность постоянного населения Российской Федерации по муниципальным образованиям на 1 января 2025 года. Федеральная служба государственной статистики (25 апреля 2025). Дата обращения: 29 апреля 2025.
5. ↑  Другие этносы 12,1 Итоги переписи 2021. Архивная копия от 30 декабря 2022 на Wayback Machine
6. ↑  Самойлова Г. С., Горячко М. Д. и др. Якутия / председ. Ю. С. Осипов и др., отв. ред. С. Л. Кравец. — Большая Российская Энциклопедия (в 30 т.). — Москва: Научное издательство «Большая российская энциклопедия», 2017. — Т. 35. Шервуд - Яя. — С. 673—683. — 798 с. — 35 000 экз. — ISBN 978-5-85270-373-6.
7. ↑  [[[s:Конституция Российской Федерации]] Конституция Российской Федерации. Ст. 5, пп. 1, 2]. Дата обращения: 10 марта 2022. Архивировано 14 февраля 2022 года.
8. 1 2  Конституция (Основной Закон) Республики Саха (Якутия) / Глава 1 Основы конституционного строя. constitution.garant.ru. Дата обращения: 3 января 2017. Архивировано 21 января 2018 года.
9. ↑  Riches lie below the waters of Russia’s Arctic. Архивировано 28 ноября 2021 года., The Economist, 25.11.2021
10. ↑  raexpert.ru: Якутия — второе место среди регионов России по природно-ресурсному экономическому потенциалу (Рейтинг 2010—2011). Архивировано 9 августа 2014 года.
11. ↑  Новости, Р. И. А. Рейтинг российских регионов по доходам населения. РИА Новости (19 июня 2023). Дата обращения: 27 октября 2023. Архивировано 27 октября 2023 года.
12. ↑  Якутии, Минэкономики. Минэкономики Якутии: Уровень бедности в республике снизился до 15,6%. Yakutia.Info. Дата обращения: 27 октября 2023. Архивировано 27 октября 2023 года.
13. ↑  Статья 46 Конституции (Основного Закона) Республики Саха (Якутия). Дата обращения: 20 сентября 2022. Архивировано 20 сентября 2022 года.
14. ↑  Forsyth, James. A History of the Peoples of Siberia: Russia's North Asian Colony. — Cambridge University Press, 1992. — P. 55. — ISBN 978-0521477710.
15. ↑  Johanson, Lars. Turkic. — Cambridge : Cambridge University Press, 2021. — P. 89.
16. ↑  Общие сведения о Республике Саха (Якутия). Дата обращения: 21 декабря 2012. Архивировано из оригинала 9 июня 2012 года.
17. ↑  Карта 1:2000000 «Республика Саха (Якутия)», ФГУП «Якутское аэрогеодезическое предприятие», 2005 год.
18. ↑  Самойлова Г. С. САХА́ (ЯКУ́ТИЯ) : [арх. 26 апреля 2021] / Г. С. Самойлова, Т. К., М. Д. Горячко // Большая российская энциклопедия [Электронный ресурс]. — 2020. //Большая российская энциклопедия
19. ↑  Ценцпютхъ Пеяосакхйх Яюую. Пеяосакхйю Яюую — Trasa.Ru. Дата обращения: 6 сентября 2020. Архивировано 20 февраля 2020 года.
20. ↑  Природа России: Саха(Якутия). республика. Дата обращения: 14 сентября 2021. Архивировано 14 сентября 2021 года.
21. ↑  В России появится криохранилище семян на миллион образцов. АиФ. 22 мая 2024. Архивировано 26 июня 2024. Дата обращения: 26 июня 2024.
22. ↑  Pitulko V., Yakshina I., Strauss J., Schirrmeister L., Kuznetsova T., Nikolskiy P., Pavlova E. MIS 3 kill-butchery mammoth site on Buor-Khaya Peninsula, Eastern Laptev Sea, Russian Arctic, 2014. Дата обращения: 27 ноября 2019. Архивировано 1 ноября 2018 года.
23. ↑  За полярным кругом нашли древнейших породистых собак. Дата обращения: 27 ноября 2019. Архивировано 22 января 2022 года.
24. ↑  Mikkel-Holger S. Sinding et al. Arctic-adapted dogs emerged at the Pleistocene-Holocene transition. Архивировано 28 июня 2020 года., 2020
25. ↑  Репрессии 1937-1939 годов: Якутский феномен — SakhaLife. web.archive.org (1 января 2018). Дата обращения: 16 августа 2023. Архивировано 1 января 2018 года.
26. ↑  Декларация о государственном суверенитете Якутской-Саха Советской Социалистической Республики (недоступная ссылка — история).
27. ↑  Зубаревич Н. В. Портреты регионов. Республика Саха (Якутия) // Россия регионов: в каком социальном государстве мы живём? : сборник. — Независимый институт социальной политики. М.: Поматур, 2005. — С. 247—253. Архивировано 26 октября 2023 года.
28. ↑  Современные тренды рождаемости в Республике Саха (Якутия). www.demoscope.ru. Дата обращения: 27 октября 2023. Архивировано 27 октября 2023 года.
29. ↑  История Республики Саха (Якутия). Дата обращения: 29 сентября 2011. Архивировано 7 октября 2011 года.
30. ↑  Постановление Верховного Совета Якутской-Саха ССР от 27 декабря 1991 года № 767-XII «О переименовании Якутской-Саха ССР». Архивировано 12 января 2016 года.
31. ↑  NEWSru.com: Республику Якутия лишили суверенитета. Архивировано 27 марта 2019 года. (17.06.2009)
32. ↑  Численность населения по полу по субъектам Российской Федерации на 1 января 2022 года (с учётом итогов Всероссийской переписи населения 2020 г.). Федеральная служба государственной статистики (30 декабря 2022). Дата обращения: 16 января 2023.
33. ↑  Переписи населения Российской империи, СССР, 15 новых независимых государств. Дата обращения: 29 марта 2014. Архивировано 14 мая 2011 года.
34. ↑  Тома официальной публикации итогов Всероссийской переписи населения 2010 года. Дата обращения: 27 ноября 2019. Архивировано 29 июня 2020 года.
35. ↑  Демоскоп. Всесоюзная перепись населения 1926 года. Национальный состав населения по регионам России: Якутская АССР. Дата обращения: 25 августа 2021. Архивировано 25 августа 2021 года.
36. ↑  Демоскоп Weekly — Приложение. Справочник статистических показателей. Дата обращения: 20 декабря 2009. Архивировано 11 декабря 2013 года.
37. ↑  Демоскоп Weekly — Приложение. Справочник статистических показателей. Дата обращения: 20 декабря 2009. Архивировано 11 декабря 2013 года.
38. ↑  Демоскоп Weekly — Приложение. Справочник статистических показателей. Дата обращения: 20 декабря 2009. Архивировано 11 декабря 2013 года.
39. ↑  Демоскоп Weekly — Приложение. Справочник статистических показателей. Дата обращения: 20 декабря 2009. Архивировано 11 декабря 2013 года.
40. ↑  Демоскоп Weekly — Приложение. Справочник статистических показателей. Дата обращения: 20 декабря 2009. Архивировано 11 декабря 2013 года.
41. ↑  Демоскоп Weekly — Приложение. Справочник статистических показателей. Дата обращения: 20 декабря 2009. Архивировано 11 декабря 2013 года.
42. ↑  Информационные материалы об окончательных итогах Всероссийской переписи населения 2010 года. Дата обращения: 27 ноября 2019. Архивировано 3 февраля 2012 года.
43. ↑  Том 5. Национальный состав и владение языками. Сахастат. Дата обращения: 10 января 2024. Архивировано 29 июня 2023 года.
44. 1 2 3 4 5 6 7 8 9 10 11 12 13  Численность постоянного населения Российской Федерации по муниципальным образованиям на 1 января 2023 года
45. ↑  Численность постоянного населения Российской Федерации по муниципальным образованиям на 1 января 2025 года — М.: Росстат, 2025.
46. 1 2 3 4 5 6 7  Численность постоянного населения Российской Федерации по муниципальным образованиям на 1 января 2021 года
47. 1 2 3  Оценка численности населения на 1 января 2023 года по муниципальным районам
48. ↑  Итоги Всероссийской переписи населения 2020 года (по состоянию на 1 октября 2021 года)
49. ↑  Численность населения по данным переписи на 1 октября 2021 г.
50. ↑  Конституция Республики Саха (Якутия). Дата обращения: 25 января 2018. Архивировано 26 января 2018 года.
51. ↑  Закон «Об административно-территориальном устройстве Республики Саха (Якутия)». Дата обращения: 25 января 2018. Архивировано 26 января 2018 года.
52. ↑  Прокуратура республики Саха (Якутия). Официальный сайт — Районы — Абыйский район. Дата обращения: 10 марта 2016. Архивировано из оригинала 10 марта 2016 года.
53. ↑  В Аллаиховский район вылетела оперативная группа Главного управления МЧС России по Республике Саха (Якутия) " CrimYakutia — новостной портал. Дата обращения: 10 марта 2016. Архивировано 10 марта 2016 года.
54. ↑  Прокуратура республики Саха (Якутия). Официальный сайт — Районы — Амгинский район. Дата обращения: 10 марта 2016. Архивировано из оригинала 10 марта 2016 года.
55. ↑  Почтовые индексы Республика Якутия, Булунский район. Дата обращения: 10 марта 2016. Архивировано 10 марта 2016 года.
56. ↑  Верхневилюйский районный суд Республики Саха (Якутия). Дата обращения: 10 марта 2016. Архивировано 10 марта 2016 года.
57. ↑  Прокуратура республики Саха (Якутия). Официальный сайт — Районы — Вилюйский район. Дата обращения: 10 марта 2016. Архивировано из оригинала 10 марта 2016 года.
58. ↑  ВРП Якутии в 2019 году превысил 1,1 триллиона рублей. РИА Новости (4 февраля 2020). Дата обращения: 18 мая 2020. Архивировано 13 марта 2020 года.
59. 1 2 3  Forbes.ru | Бизнес, миллиардеры, новости, финансы, инвестиции, компании. Forbes.ru. Дата обращения: 7 ноября 2024. Архивировано 8 ноября 2024 года.
60. 1 2  Интервью с Ринатом Резвановым. Якутская инициатива о гарантиях экспортного лимита стратегически оправданна, но способна отложить сроки транспортной части КПМИ до 2030 года. www.rzd-partner.ru. 05.02.2021. Дата обращения: 11 февраля 2021. Архивировано 29 апреля 2021 года.
61. 1 2  Ъ-Хабаровск — «Мечел» дотянулся до Эльги. Дата обращения: 27 ноября 2019. Архивировано 10 июля 2017 года.
62. ↑  Чаяндинское месторождение. Дата обращения: 6 сентября 2021. Архивировано 11 августа 2021 года.
63. ↑  Среднеботуобинское месторождение - PetroDigest.ru. Дата обращения: 7 сентября 2021. Архивировано 7 сентября 2021 года.
64. ↑  ЛЕ́НО-ВИЛЮ́ЙСКАЯ ГАЗОНЕФТЕНО́СНАЯ ПРОВИ́НЦИЯ : [арх. 6 сентября 2021] / А. Г. Москвин // Лас-Тунас — Ломонос. — М. : Большая российская энциклопедия, 2010. — С. 262. — (Большая российская энциклопедия : [в 35 т.] / гл. ред. Ю. С. Осипов ; 2004—2017, т. 17). — ISBN 978-5-85270-350-7.
65. ↑  Состояние и использование минерально-сырьевой базы полезных ископаемых Рес-публики Саха (Якутия). Дата обращения: 12 января 2015. Архивировано 13 января 2015 года.
66. ↑  Самолазовский. Селигдар - Российский полиметаллический холдинг. Дата обращения: 17 марта 2025.
67. ↑  «Селигдар» на 20% увеличит мощности Нижнеякокитского. Всё о добыче золота - ZOLTEH.RU. Дата обращения: 17 марта 2025.
68. 1 2  Интервью с Ринатом Резвановым. Якутская инициатива о гарантиях экспортного лимита стратегически оправданна, но способна отложить сроки транспортной части КПМИ до 2030 года. www.rzd-partner.ru (5 февраля 2021). Дата обращения: 11 февраля 2021. Архивировано 29 апреля 2021 года.
69. ↑  Схема и программа развития электроэнергетики Республики Саха (Якутия) на 2019-2023 годы. Глава Республики Саха (Якутия). Дата обращения: 22 декабря 2019. Архивировано 22 декабря 2019 года.
70. ↑  В Якутии поменялись приоритеты в животноводстве. Российская газета (7 октября 2021). Дата обращения: 13 апреля 2023. Архивировано 13 апреля 2023 года.
71. ↑  Саха(Якутия)стат Сельское хозяйство. Дата обращения: 17 мая 2021. Архивировано 17 мая 2021 года.
72. ↑  Текущий рейтинг регионов России по производству молока. Дата обращения: 17 мая 2021. Архивировано 30 августа 2021 года.
73. ↑  Проект круглогодичных теплиц в Якутии получит 300 млн рублей от ФРДВ. Дата обращения: 18 июня 2021. Архивировано 24 июня 2021 года.
74. ↑  Строительство третьей очереди круглогодичных теплиц на площадке ТОР «Сырдах». Дата обращения: 18 июня 2021. Архивировано 24 июня 2021 года.
75. ↑  Основные показатели сельского хозяйства по республикам, краям и областям // Сельское хозяйство СССР. Статистический сборник (1960). — Москва: Госстатиздат ЦСУ СССР, 1960. — С. 500. — 667 с. — 10 000 экз. Архивировано 25 мая 2019 года.
76. 1 2 3  Госкомстат России. Растениеводство. 14.1 Посевные площади всех культур // Регионы России. Социально экономические показатели. 2002. — Москва, 2002. — С. 490. — 863 с. — 1600 экз. — ISBN 5-89476-108-5. Архивировано 19 апреля 2019 года. Архивированная копия. Дата обращения: 27 ноября 2019. Архивировано 19 апреля 2019 года.
77. 1 2 3  Федеральная служба государственной статистики. Растениеводство. 14.5 Посевные площади сельскохозяйственных культур // Регионы России. Социально экономические показатели. 2016. — Москва, 2016. — С. 726. — 1326 с. — ISBN 978-5-89476-428-3. Архивировано 24 октября 2018 года.
78. ↑  Федеральная служба государственной статистики. Растениеводство. 14.4 Посевные площади сельскохозяйственных культур // Регионы России. Социально экономические показатели. 2024. — Москва, 2024. — С. 644-647. — 1081 с.
79. ↑  Торжественное открытие участка федеральной автодороги «Колыма» состоялось. Дата обращения: 27 ноября 2019. Архивировано из оригинала 17 августа 2016 года.. РИА «Север ДВ».
80. ↑  Сайт ФКП «Аэропорты Севера». Дата обращения: 9 мая 2012. Архивировано 21 января 2012 года.
81. ↑  NewsYkt. Партизаны в небе: как устроены нелегальные авиаперевозки в Якутии. News.Ykt.Ru. Дата обращения: 16 октября 2020. Архивировано 17 октября 2020 года.
82. ↑  https://www.rzd-partner.ru/zhd-transport/news/roszheldor-izdal-prikaz-ob-otkrytii-dlya-postoyannoy-ekspluatatsii-uchastka-tommot-nizhniy-bestyakh/ Архивная копия от 13 февраля 2020 на Wayback Machine Росжелдор издал приказ об открытии для постоянной эксплуатации участка Томмот — Нижний Бестях
83. ↑  Конституция Республики Саха(Якутия), Раздел Первый, Гл.1, Ст.5. Дата обращения: 20 июля 2011. Архивировано 21 января 2018 года.
84. ↑  Конституция Республики Саха(Якутия), Раздел Первый, Гл.1, Ст.6. Дата обращения: 20 июля 2011. Архивировано 21 января 2018 года.
85. ↑  Конституция Республики Сах(Якутия). Раздел первый. Гл.1. Ст.7. Дата обращения: 20 июля 2011. Архивировано 21 января 2018 года.
86. ↑  Конституция Республики Саха (Якутия). Гл. 5, ст. 69.1, п. 3. Дата обращения: 1 июля 2009. Архивировано 28 ноября 2009 года.
87. ↑  В России возвращаются прямые выборы губернаторов: напоследок Медведев подписал закон. Дата обращения: 15 августа 2016. Архивировано 11 сентября 2016 года.
88. ↑  Конституция Республики Саха (Якутия). Гл. 4, ст. 55, п. 1. Дата обращения: 1 июля 2009. Архивировано 28 ноября 2009 года.
89. ↑  Ушницкий В.в. Религиозные верования якутов: шаманизм, политеизм и монотеизм // Народы и религии Евразии. — 2017. — Вып. 1—2 (10-11). — С. 107–114. — ISSN 2542-2332. Архивировано 4 ноября 2023 года.
90. 1 2  Ушницкий В. В. Светлые божества якутской религии Айыы, родовые тотемы, анимизм и шаманизм // Karadeniz Uluslararası Bilimsel Dergi. — 2017. — № 36. — С. 212—222. — ISSN 1308-6200. Архивировано 11 марта 2020 года.
91. ↑  Николаев (Сомоҕотто) С. И. Два язычества народа саха. Архивировано 4 ноября 2023 года.
92. ↑  Ушницкий В. В. Современная «вера» якутов: религия Айыы, тенгрианство, неошаманизм // Религиоведение : журнал. — 2016. — № 3. — С. 37. Архивировано 4 ноября 2023 года.
93. ↑  В Якутии появится центр духовной культуры народа саха. Российская газета (29 июля 2023). Дата обращения: 25 октября 2023. Архивировано 6 ноября 2023 года.
94. ↑  Шкурко Н.с. Влияние этноконфессионального фактора на политические процессы в регионе(на примере республики Саха (Якутия)) // Народы и религии Евразии. — 2010. — Вып. 4. — С. 273–289. — ISSN 2542-2332. Архивировано 4 ноября 2023 года.
95. ↑  Титова Е.я. Олонхо — культурное наследие народа Саха // Инновационная наука. — 2015. — Вып. 4—2. — С. 169–172. — ISSN 2410-6070. Архивировано 4 ноября 2023 года.
96. ↑  Древняя религия якутов официально признана в России
97. ↑  РЕЛИГИОЗНЫЕ ПРЕДПОЧТЕНИЯ ЖИТЕЛЕЙ СОВРЕМЕННОЙ АМУРСКОЙ ОБЛАСТИ, ЗАБАЙКАЛЬСКОГО КРАЯ И РЕСПУБЛИКИ САХА (ЯКУТИЯ): ПО МАТЕРИАЛАМ СОЦИОЛОГИЧЕСКОГО ОПРОСА. cyberleninka.ru. Дата обращения: 2 декабря 2023. Архивировано 2 декабря 2023 года.
98. ↑  Доев Дмитрий: «За пять лет в Якутии появилось почти три тысячи новых мест в учебных заведениях». SakhaLife (31 августа 2022). Дата обращения: 21 марта 2023. Архивировано 21 марта 2023 года.
99. ↑  Сахавуд. Архивировано 20 июня 2020 года. | Colta.ru
100. ↑  Сахавуд: Невидимая красота якутского кино. Архивировано 25 декабря 2019 года. — фестивальная колонка — Кино-Театр. РУ
101. ↑  В Якутии олонхосуты, запевалы осуохая и кузнецы будут на особом положении. Дата обращения: 26 октября 2023. Архивировано 26 октября 2023 года.
102. ↑  YSIA.ru. Архивировано 8 марта 2022 года.
103. ↑  SakhaNews.ru. Архивировано 10 марта 2022 года.
104. ↑  SakhaLife.ru. Архивировано 8 марта 2022 года.
105. ↑  Ykt.ru. Архивировано 9 марта 2022 года.
106. ↑  Yakutia.Info. Решение в ответ на сложившуюся ситуацию: Арсен Томский объявил закрытии Ykt.Ru. Yakutia.Info. Дата обращения: 4 ноября 2023. Архивировано 2 апреля 2023 года.
107. ↑  Дело Арсена: как программист из Якутии вырастил единорога и перевёз его в Казахстан. Дата обращения: 12 октября 2024. Архивировано 1 августа 2024 года.
108. ↑  Владимир Таюрский. В Якутии будут праздновать День Арктики. Российская газета (12 декабря 2014). Дата обращения: 14 сентября 2020. Архивировано 28 марта 2015 года.
109. ↑  Ольга Старостина. День сайылыка: В Якутии учрежден новый праздник. YSIA.RU (6 ноября 2018). Дата обращения: 14 сентября 2020. Архивировано 15 июля 2019 года.
110. ↑  В Якутии учрежден День национальной печати. Yakutia-Daily.ru (13 февраля 2020). Дата обращения: 14 сентября 2020. Архивировано 21 февраля 2020 года.
111. ↑  Республика Саха (Якутия). Памятные монеты России, Банк России. cbr.ru. Дата обращения: 21 июля 2017. Архивировано 1 июля 2017 года.
112. ↑  Якутию признали самым креативным российским регионом. Коммерсантъ (2 декабря 2022). Дата обращения: 2 декабря 2022. Архивировано 29 декабря 2022 года.